# 35 Pułk Piechoty (II RP)
35 Pułk Piechoty  (35 pp) – oddział piechoty Wojska Polskiego w II Rzeczypospolitej.
W październiku 1918, w ramach struktur VIII Okręgu Lubelskiego Polskiej Organizacji Wojskowej, na terenie powiatów: zamojskiego, tomaszowskiego, chełmskiego, krasnostawskiego, biłgorajskiego i hrubieszowskiego zaczęto tworzyć pododdziały Chełmskiego pułku piechoty. Jego poszczególne bataliony walczyły o granice początkowo w składzie różnych związków taktycznych. W styczniu 1920 nad Ptyczą wszystkie batalion połączyły się i odtąd 35 pułk piechoty walczył w wojnie polsko-bolszewickiej całością sił.
Od września 1925 pułk stacjonował w garnizonie Brześć. W czasie wojny obronnej 1939 wchodził w skład 9 Dywizji Piechoty walczącej w Armii „Pomorze”.

## Formowanie i zmiany organizacyjne
Wobec zauważalnego końca wojny i spodziewanego rozpadu niemieckiej struktury okupacyjnej, zaczęto samorzutnie tworzyć polskie oddziały wojskowe.
Na rozkaz Głównego Komendanta POW, generała Edwarda Śmigłego-Rydza, z dniem 1 listopada 1918 ogłoszona została mobilizacja Polskiej Organizacji Wojskowej w byłym zaborze austriackim.
Na terenie powiatów: zamojskiego, tomaszowskiego, chełmskiego, krasnostawskiego, biłgorajskiego i hrubieszowskiego sformowany został Chełmski pułk piechoty. I batalion organizował w Chełmie kpt. Wiktor Wielkopolanin- Nowakowski, w Krasnymstawie i Hrubieszowie por. Wacław Klaczyński II batalion, a w Zamościu kpt. Józef Ekkert III batalion.
Ten ostatni (zamojski) powstał w wyniku porozumienia komendanta okręgu  POW porucznika Wacława Klaczyńskiego z oficerami-Polakami z austriackiego 30 „lwowskiego" pułku piechoty („kadra” stacjonowała w Zamościu). 1 listopada 1918 rozbrojono Austriaków, a jako datę powstania batalionu przyjęto dzień 9 listopada.
II batalion (krasnostawski) powstał na bazie kompanii garnizonowej w Krasnymstawie przemianowanej na 1 kompanię krasnostawską. Później kompania przemianowana została na 8 kompanię strzelecką.
5 kompania wiąże swój początek z plutonem telatyńskim. Komendant POW w Telatynie, legionista Stanisław Gaj, uzbroił 1 listopada 1918 swoich członków oraz zorganizował obronę Telatyna. Oddział posiadał charakter partyzancki, a po nawiązaniu łączności z grupą kapitana Meraka, został wcielony do Chełmskiego pułku piechoty. Następnie, zasilony rekrutami kompanii marszowej z Brześcia, utworzył 5 kompanię.
Brzeska kompania marszowa dała też początek kompaniom 6. i 7.
2 kompanię ciężkich karabinów maszynowych zorganizował w Zamościu porucznik Kozara.
Dowództwo batalionu zorganizowane zostało dopiero na mocy rozkazu Naczelnego Dowództwa WP z dnia 11 lipca 1919.
Pułk chełmski dał początek 35 pułkowi piechoty.
W grudniu 1919 batalion zapasowy pułku stacjonował w Kozienicach.

## Pułk w walkach o granice

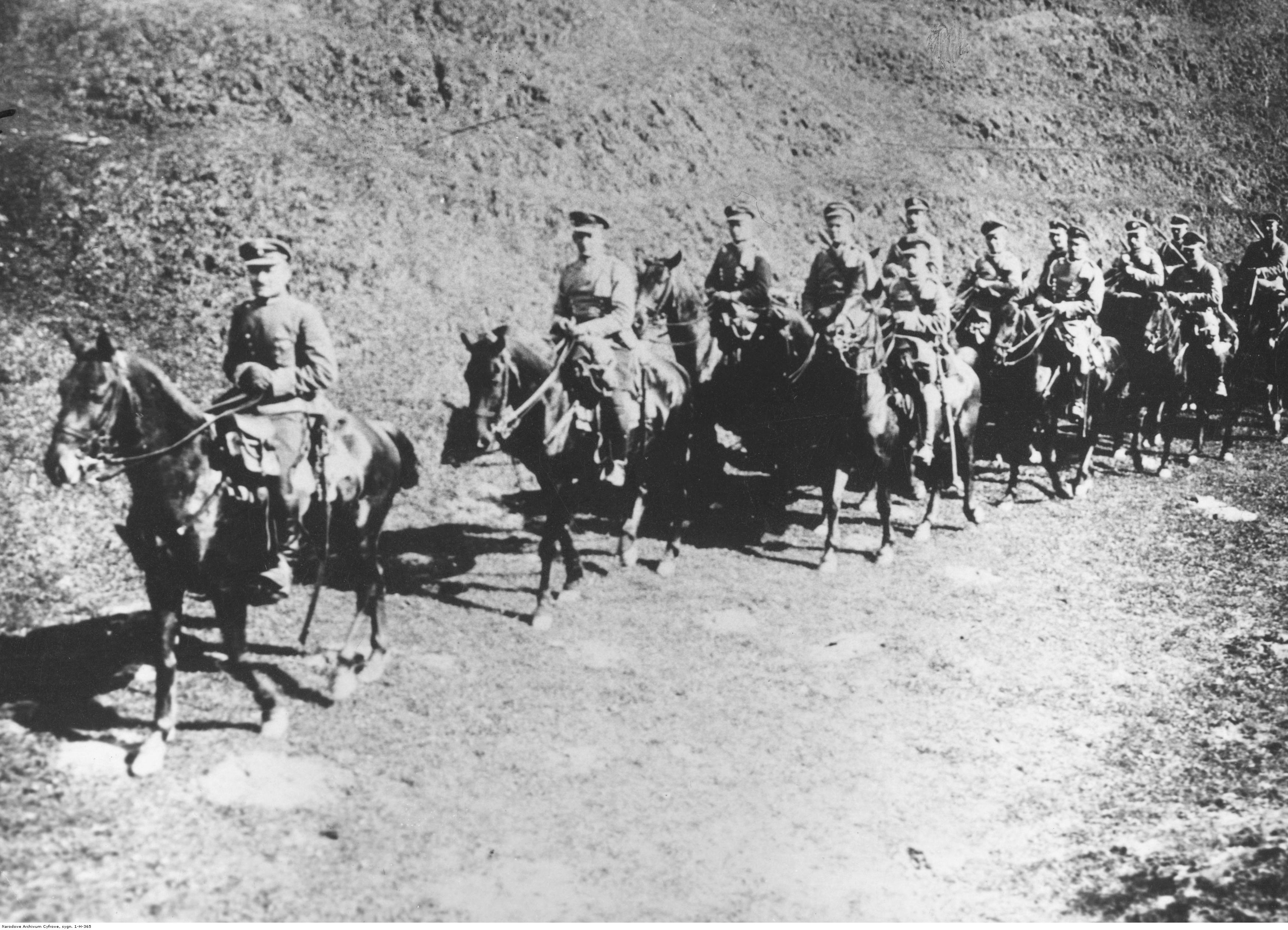
Walki polsko-ukraińskie - oddział kawalerii w marszu

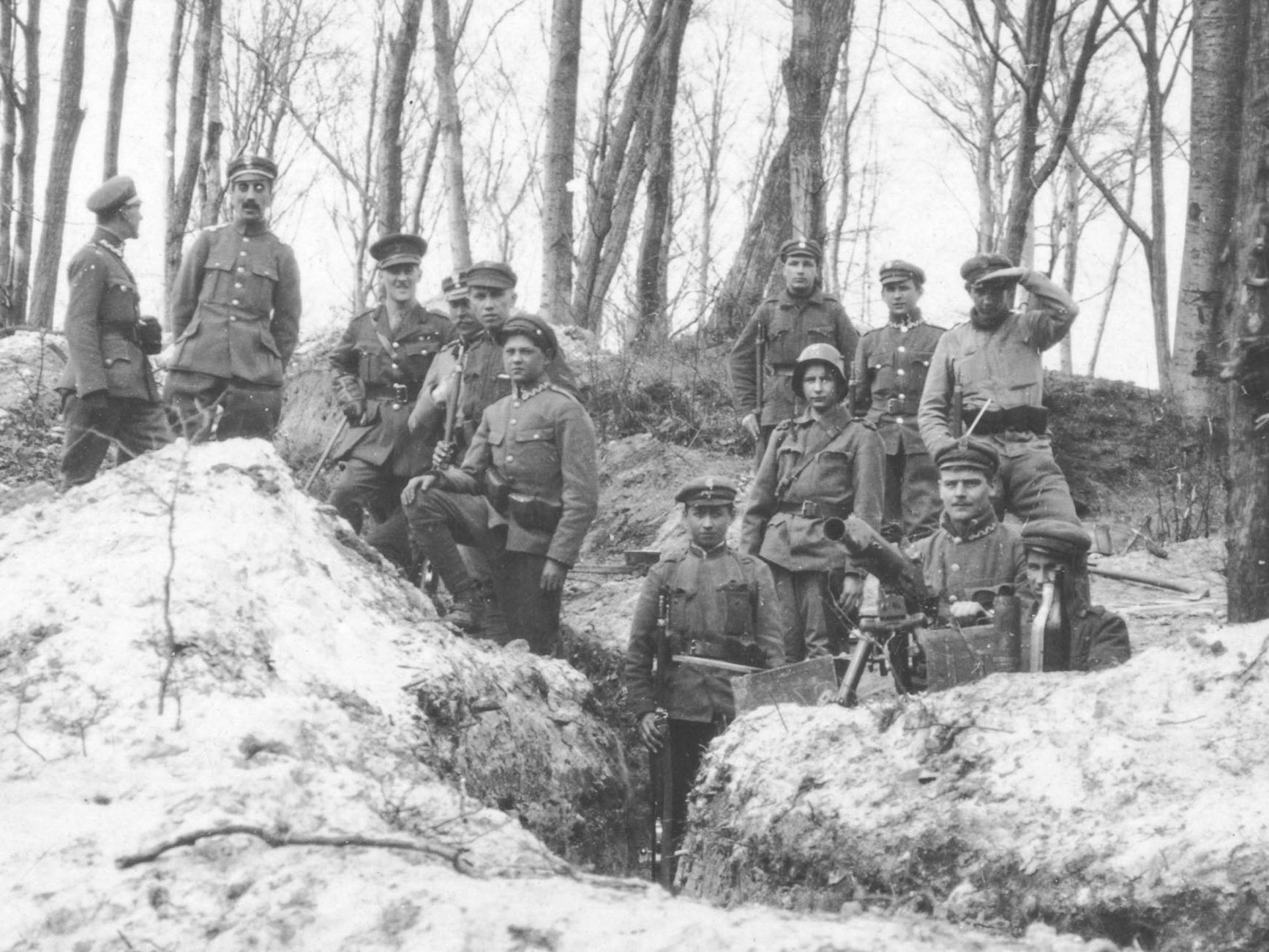
Wojna polsko-bolszewicka - polscy żołnierze w okopie

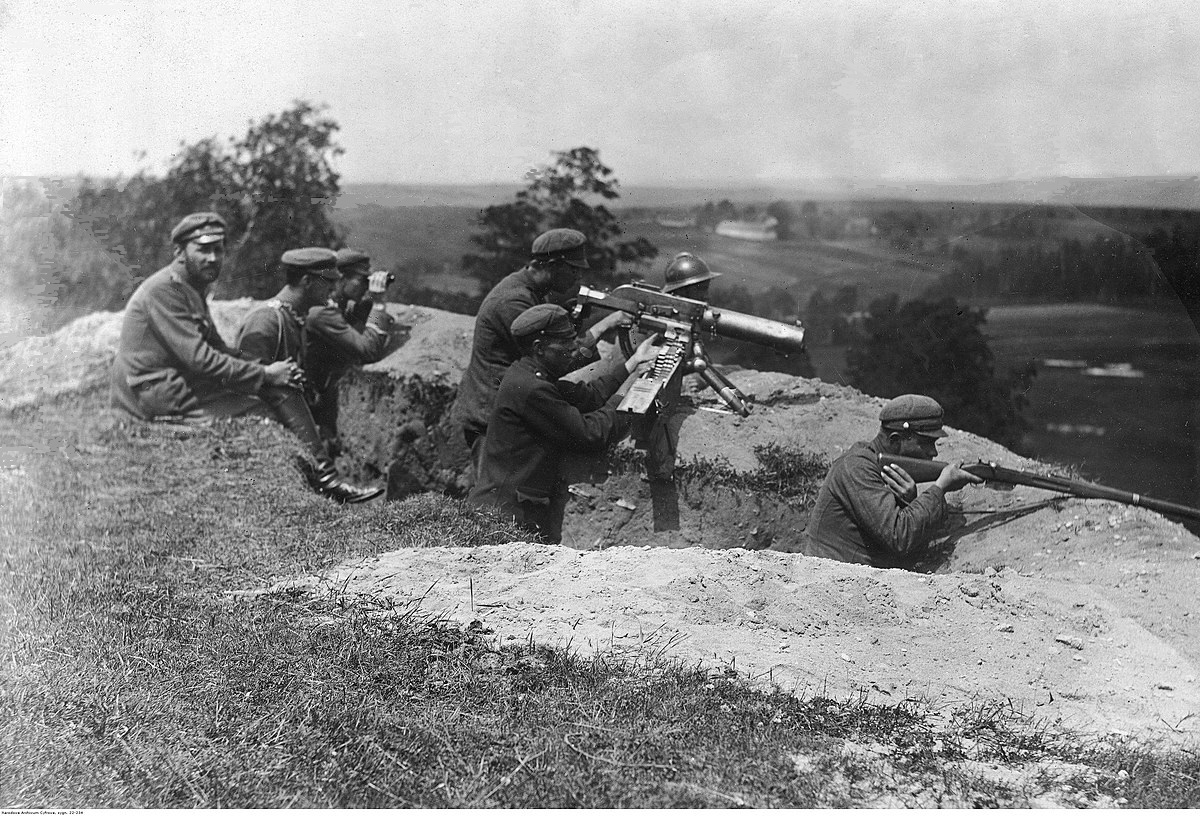
Polscy żołnierze z ciężkim karabinem maszynowym Schwarzlose wz. 07/12 na stanowisku bojowym podczas wojny polsko-bolszewickiej. Widoczny żołnierz celujący z karabinu Mannlicher M1895

Cechą charakterystyczną działań pododdziałów pułku do lata 1919 był ich walka w rozproszeniu.
14 listopada 1918 do walki na froncie polsko-ukraińskim, w rejon Włodzimierza Wołyńskiego, wysłany został pluton chor. Ludwika Kicińskiego. Pluton wyruszył w składzie kombinowanego batalionu dowodzonego przez kpt. Edwarda Zint-Rzeckiego. 19 stycznia 1919 wyruszyła na front 2 kompania por. Zygmunta Wendy. Pluton chor. Kicińskiego wszedł w jej skład. W marcu dołączyły dwie kolejne kompanie. 26 maja I batalion pod dowództwem kpt. Leona Grota wyruszył na pogranicze Górnego Śląska. Na Śląsku batalion obsadził odcinek graniczny Modrzejów-Czeladź. 7 czerwca batalion wrócił na Polesie.
4 lipca 1920 na froncie północnym do natarcia przeszły armie Michaiła Tuchaczewskiego. Ofensywa Rosjan spowodowała załamanie całego frontu polskiego. 9 Dywizja Piechoty wycofywała się w kierunku Mozyrza. Pułki wróciły do swych zimowych stanowisk obronnych nad Ptyczę i Prypeć. 9 czerwca opuszczono stanowiska. 9 lipca pułk kontynuował odwrót znad Ptyczy. Został załadowany na wagony i skierowany w okolice Grodna.

### Walki rozproszonych batalionów
Działania batalionu zamojskiego
Zamojski batalion kpt. Józefa Ekkerta wyruszał na front częściami. 4 listopada 1918 pluton dowodzony przez chor. Ludwika Kicińskiego wszedł w podporządkowanie kombinowanego batalionu kpt. Edwarda Zintha-Rzeckiego i w jego składzie wymaszerował pod Włodzimierz Wołyński do walki z Ukraińcami.
19 stycznia 1919 na front  wyjechała 2 kompania strzelecka por. Zygmunta Wendy. Dołączył do niej pluton chor. Kicińskiego. Kompania walczyła pod Poryckiem, Odziutyczami i Torczynem.
20 maja poszczególne kompanie zebrały się w Chełmie i jako I batalion 35 pułku piechoty wyruszyły 26 maja na pogranicze Górnego Śląska. Batalion przebywał w rejonie Będzina, obsadzając odcinek graniczny Modrzejów – Czeladź. Batalionem na granicy dowodził kpt. Leon Grot-Machonbaum.
7 czerwca batalion został zluzowany na granicy i wyjechał na front przeciwbolszewicki. W Janowie Poleskim stanowił odwód Grupy Poleskiej, a potem w ramach Grupy Północnej płk. Stefana Strzemieńskiego bronił pozycji w Łohiszynie.
Następnie, w ramach ofensywy Frontu Litewsko-Białoruskiego, atakował w kierunku Łunińca. 8 lipca batalion zdobył Łunin i Białe Jezioro, 3 sierpnia zajął Wielki Rożen, a dzień później Wiznę. W ramach wypadu na Słuck, 1 kompania ppor. Romana Fiedorowicza zdobyła Bołoczyce i wzięła do niewoli 111 jeńców, w tym 3 oficerów.
10 sierpnia I/35 pp z 2/3 puł i plutonem 7 pap uderzył na przedmieścia Słucka. W ciężkich walkach ulicznych zdobyto miasto, 300 jeńców, dużo sprzętu wojennego, a także odbito zrabowane wcześniej przez bolszewików cenne przedmioty z okolicznych dworów.
Od 18 sierpnia batalion w składzie XVIII Brygady Piechoty prowadził działania pościgowe w kierunku południowo-wschodnim, 4 października osiągając Ptyczę. Tu nastąpiła stabilizacja działań na froncie polsko-bolszewickim. Prowadzono jedynie walki o znaczeniu lokalnym. W oddziałach prowadzono reorganizację. 21 stycznia 1920  nad Ptyczą połączyły się wszystkie bataliony 35 pułku piechoty.
Działania batalionu chełmskiego
Batalion chełmski do walki wkraczał poszczególnymi kompaniami.
20 stycznia 1919, działając w składzie grupy mjr. Władysława Bończy-Uzdowskiego, jego 1 kompania por. Jana Szajewskiego walczyła przeciw Ukraińcom o Włodzimierz Wołyński.
Miesiąc później do Włodzimierza przyjechała kompania ppor. Franciszka Tomsy-Zapolskiego z zadaniem wzmocnienia obrony miasta.
W tym czasie w Porycku i Torczynie Ukraińcy skoncentrowali znaczne siły. Ich celem było odbicie z rąk polskich Włodzimierza Wołyńskiego. Polacy postanowili uprzedzić działania przeciwnika i zorganizowali wypad na Poryck. Dowódcą grupy wypadowej był mjr Leopold Lis-Kula. Dysponował on sześcioma kompaniami strzeleckimi, kompanią szturmową i oddziałem kawalerii z baterią armat.
Świtem  2 marca 600 osobowy oddział wyruszył do akcji. Uderzono z trzech stron, rozbito nieprzyjaciela i wzięto do niewoli około 100 jeńców z atamanem Porochowskim na czele.
Podobny wypad zorganizowano 6 marca na Torczyn. Pierwsza uderzyła 9 kompania ppor. Tomsy-Zapolskiego i po krótkiej walce wdarła się do miasteczka. Nacierając wzdłuż głównej ulicy miasta, połączyła się z pozostałymi oddziałami prowadzonymi przez Lisa-Kulę. W walkach o miasto mjr Lis-Kula został ciężko ranny i po kilku godzinach zmarł z upływu krwi.
W maju do walk o granice włączyły się przybyłe z Francji oddziały Armii gen. Hallera. Naczelne Dowództwo Wojska Polskiego wznowiło działania zaczepne przeciwko Ukraińcom.
Na Wołyniu pierwsza do walki weszła grupa mjr. Władysława Bończy-Uzdowskiego, w której składzie znajdował się batalion chełmski, wcześniej przemianowany na III batalion 35 pułku piechoty. Batalionem dowodził  kpt. Wiktor Wielkopolanin-Nowakowski. 16 maja oddziały Grupy zdobyły Łuck, a po dwóch dniach odpoczynku rozpoczęły 140 km marsz w kierunku Lwowa.
Po drodze doszło do walki pod Brodami. 30 maja  III baon wszedł do zdobytego wcześniej przez 1 pułk Ułanów Krechowieckich miasta.
Był to ostatni epizod walk III batalionu 35 pułku piechoty w wojnie polsko-ukraińskiej. W tym czasie oddziały polskie weszły w kontakt taktyczny z jednostkami bolszewickiej Rosji.
W rejonie Brodów batalion przebywał do 31 lipca, kiedy to transportem kolejowym odjechał do Czartoryska. Tam wszedł w skład grupy płk. Stanisława Sochaczewskiego i w jej składzie walczył na Wołyniu. 13 sierpnia zajął Sarny.
Działania batalionu krasnostawskiego
Utworzona przez żołnierzy Polskiej Organizacji Wojskowej z kompanii garnizonowej 1 kompania krasnostawska por. Stanisława Basiewicza jako pierwsza wyszła na front wojny polsko-ukraińskiej.
Będąc składzie grupy mjr. Leopolda Lisa-Kuli, od 15 stycznia 1919 walczyła w okolicy Rawy Ruskiej. Również pozostałe kompanie batalionu walczyły w rozproszeniu. 5. i 6 kompania, wraz z 10 kompanią III batalionu, stacjonowały w Kowlu. Dowództwo nad nimi objął por. Wacław Klaczyński. Po opuszczeniu Kowla improwizowany batalion odmaszerował do Porycka i dalej do Czartoryska. Tu, w czerwcu i lipcu 1919, będąc w składzie Grupy płk. Stanisława Sochaczewskiego, prowadził walki nad Styrem i Horyniem. 14 lipca odpierał ataki wojsk bolszewickich pod Małą i Wielką Werbczą. Miesiąc później wszystkie pododdziały baonu połączyły się w Sarnach, tworząc II batalion 35 pułku piechoty.

### Walki pułku na Wołyniu
Nad Uborcią
W sierpniu 35 pułk piechoty, bez I batalionu, dowodzony przez ppłk. Mieczysława Rysia-Trojanowskiego ruszył do natarcia. Celem było odrzucenia bolszewików na wschodni brzeg Uborci. Między 26 sierpnia a 4 września toczono ciężkie walki o węzeł kolejowy Olewsk. 29 sierpnia 9 kompania por. Romualda Salnickiego zajęła północną część miasta, wraz z dworcem kolejowym. Dopiero 4 września pozostałe kompanie III batalionu kpt. Wielkopolanina-Nowakowskiego zajęły pozostałą część miasta. Kilka dni później pułk przekazał swoje pozycje batalionowi z Błękitnej Armii i odszedł do odwodu.
Tymczasem wojska sowieckie ponownie opanowały Olewsk. Uderzający z odwodu 35 pułk piechoty powtórnie odparł wroga i rozbudował pozycje obronne nad Uborcią.
17 września, po dwugodzinnej walce, II batalion został wyparty z Łopatycz na zachodni brzeg Uborci. Kontratakował z marszu III baon i z pozycji wyjściowych kompanie II batalionu. Zanotowano przypadek bestialstwa sowieckich oddziałów. Idący w patrolu szer. Antoni Piekarz został pojmany przez Sowietów, ograbiony, rozebrany do naga i w bestialski sposób zamordowany. Wyrwano mu przy tym język i wyłupano oczy.
Kiedy wiadomość o tym haniebnym czynie dotarła do pododdziałów pułku, uderzyły one z furią i bez zachowania ostrożności na Łopatycze. Działaniami nocnymi odcięto  nieprzyjacielowi drogę odwrotu i wycięto go „w pień”. Pozostawiono przy życiu 20 jeńców, wykorzystanych do odniesienia zdobyczy wojennej.
W odwodzie Frontu
28 września pułk przeszedł do odwodu Frontu Wołyńskiego i kwaterował w Łucku. Tam został przezbrojony w broń niemiecką i przemundurowany w nowe sorty.
Będąc w składzie 9 Dywizji Piechoty płk. Władysława Sikorskiego, 20 grudnia odszedł w okolice Łachwy na front poleski, Następnie został przewieziony koleją do Korzówki, skąd przeszedł do Bobryc nad  Ptyczą. Tam nastąpiło połączenie z I batalionem. Od tego momentu pułk walczył w całości.

### Walki pułku na Polesiu
Walki nad Ptyczą
Jesienią 1919 nastąpiła stabilizacja działań na froncie polsko-bolszewickim. Prowadzono jedynie walki o znaczeniu lokalnym.
Pułk obsadził 15 kilometrowy odcinek nad Ptyczą. Aktywność obrony zapewniały licznie organizowane wypady.
28 stycznia 1920 połączone siły 1 i 11 kompanii uderzyły na  Terebowo Małe. Nieprzyjaciel w walce stracił około 50 zabitych i rannych, wzięto  32 jeńców, zdobyto 1 ckm i 50 karabinów. Straty własne: jeden żołnierz ranny, ośmiu odmroziło ręce, a dwóch nogi.
 21 lutego pododdziały I batalionu zaatakowały Myszankę. 3 kompania ppor. Jasieńskiego zaatakowała baterię sowieckiej artylerii, niszcząc jedną armatę, a uprowadzając wraz z zaprzęgiem i 11 końmi drugą.
Działania na Kalenkowicze

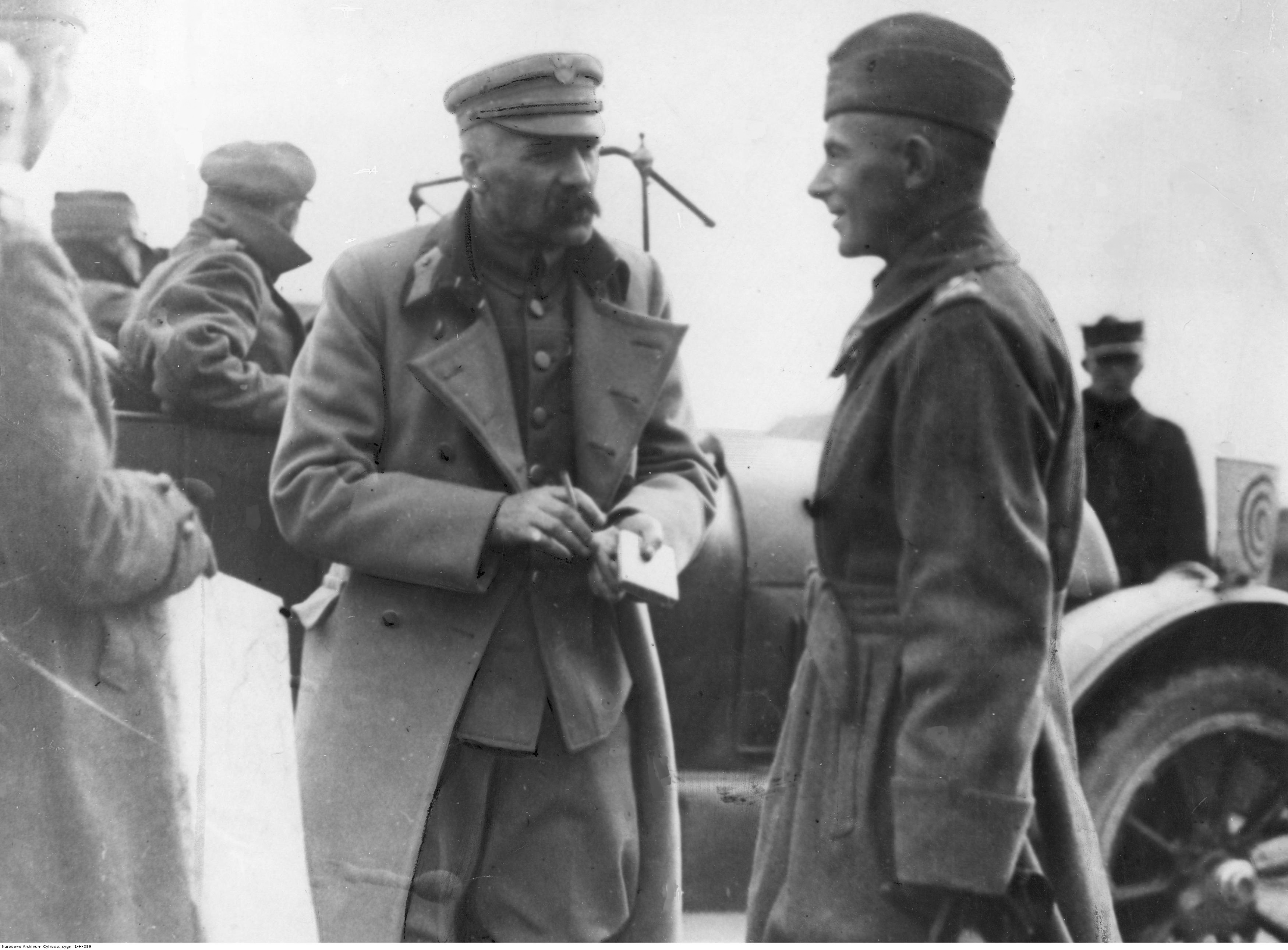
Wojna polsko-sowiecka. Józef Piłsudski rozmawia z gen. Edwardem Śmigłym-Rydzem

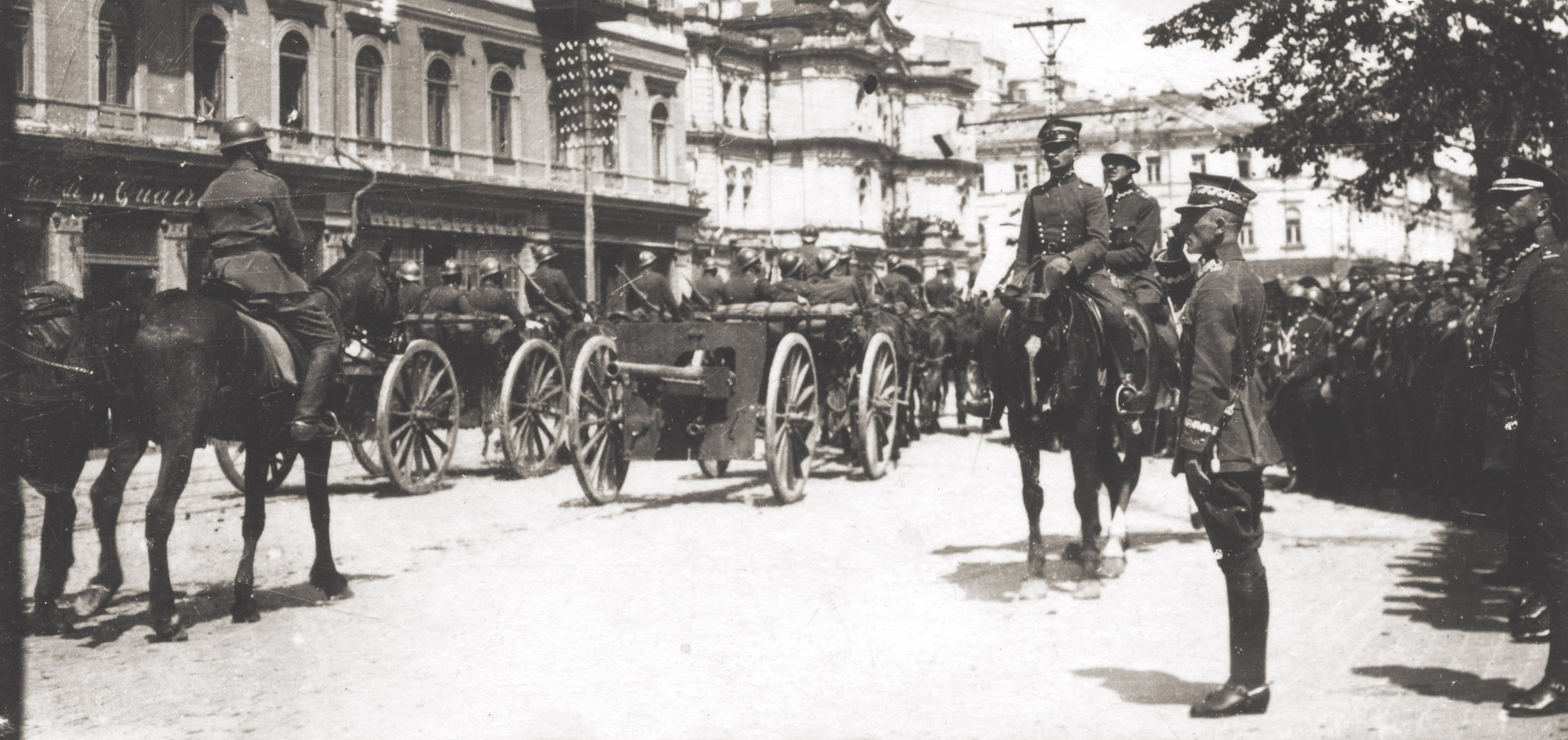
Gen. Edward Rydz-Śmigły przyjmuje defiladę na Chreszczatyku, 9 maja 1920

Przed ofensywą na Ukrainie Naczelne Dowództwo WP zadecydowało się zreorganizować siły. W miejsce frontów utworzono armie. Na południowym kierunku operacyjnym sformowano 6 Armię gen.por. Wacława Iwaszkiewicza, 2 Armię gen. ppor. Antoniego Listowskiego i 3 Armię Józefa Piłsudskiego.
Celem rozdzielenia sowieckiego frontu na dwa oddzielne ugrupowania, przeprowadzono akcję na Mozyrz. Zamierzano przerwać linię kolejową Orsza–Żłobin–Kalenkowicze–Korosteń–Żytomierz–Żmerynka.
Wzmocniony 35 pułk piechoty otrzymał zadanie zdobycie węzła kolejowego w Kalenkowiczach. Dwie kolumny pułku ruszyły w kierunku celu. Kolumna północna dowodzona przez kpt. Wielkopolanina-Nowakowskiego otrzymała zadanie wykonać obejście i uderzyć od północy i wschodu na stację Kalenkowicze. Kolumnie południowej kpt. Grota powierzono zadanie maskowania kierunku głównego uderzenia i związania walką przeciwnika w trójkącie Myszanka–Biesiadaki–Kocury.
4 marca kolumna północna w składzie III/35 pp, III/32 pp, dwa szwadrony jazdy tatarskiej, 3/9 pap i patrol minerski wyruszyła z Terebowa Dużego. Atak na stację nastąpił 5 marca o 17.00. Po zaciętych walkach zdobyto ten ważny węzeł kolejowy.
W tym czasie kolumna południowa w składzie I i II/35 pp, pluton artylerii i pluton jazdy tatarskiej maskowały kierunek głównego uderzenia pułku, a do Kalenkowicz weszła 6 marca. Sukces walk był znaczny. Zajęto stację wraz z warsztatami kolejowymi i zdobyto 21 parowozów, 638 wagonów, pociąg pancerny, 4 armaty, 21 ckm i około 600 jeńców. W walce poległ inspektor armii sowieckiej na tym odcinku, były carski oficer gen. Cybulski. Straty własne to 2 zabitych, 6 rannych.
W następnych dniach pułk zorganizował obronę na północ i południe od toru kolejowego i stacji Nachów.
25 marca bolszewicy uderzyli siłami 505., 506. i 509. pułku strzelców. Wsparcia udzielał pociąg pancerny ”Czernomorec”.
Zarówno ten atak jak i następne, powtarzające się nieprzerwanie przez cały kwiecień, zostały odparte.

### Nad Dnieprem
Przed ofensywą na Ukrainie Naczelne Dowództwo WP zadecydowało się zreorganizować siły. W miejsce frontów utworzono armie. Na południowym kierunku operacyjnym sformowano 6 Armię gen.por. Wacława Iwaszkiewicza, 2 Armię gen. ppor. Antoniego Listowskiego i 3 Armię Józefa Piłsudskiego.
25 kwietnia ruszyła wyprawa na Kijów. 7 maja oddziały polskie zajęły miasto.
W tym czasie Grupa Poleska gen. Władysława Sikorskiego otrzymała zadanie wyjścia nad środkowym Dnieprem.
Działania rozpoczęła 7 maja. Będący w jej składzie 35 pułk piechoty nacierał wzdłuż toru kolejowego.
9 maja zdobył Rzeczycę, a dzień później jego III batalion zajął most na Dnieprze i po przejściu na drugą stronę rzeki utworzył przyczółek.
Kolejnym zadaniem, jakie postawił pułkowi dowódca Grupy, było zdobycie Łojowa i tym samym odcięcie odwrotu sowieckiej dywizji.
Po niezwykle forsownym marszu III batalion uderzył na miejscowość, ale nieprzyjaciel wycofał się  na drugi brzeg rzeki i wysadził jedyny w tej okolicy most.
Pułk obsadził pozycje obronne na zachodnim brzegu.
W czerwcu ruszyła sowiecka kontrofensywa na Ukrainie. Nieprzyjaciel siłami 12., 14. i Armii Konnej Budionnego oskrzydlił Kijów.
W tej sytuacji Grupa Poleska otrzymała zadanie wyprzeć za Dniepr silną grupę wojsk Armii Czerwonej, która sforsowała rzekę poniżej ujścia Prypeci i dążyła do wyjścia na tyły polskiej 3 Armii gen. Edwarda Śmigłego-Rydza.
Do tego zadania wyznaczono 2 Brygadę Jazdy, wzmocnioną II/35 pułku piechoty. 14 czerwca pod Łukojedami II batalion wyparł nieprzyjaciela za Dniepr. Po akcji wrócił do macierzystego pułku.

### Pułk w działaniach odwrotowych
W związku z przerwaniem polskiego frontu na Ukrainie przez 1 Armię Konną Siemiona Budionnego, Naczelne Dowództwo Wojska Polskiego zarządziło generalny odwrót znad Dniepru. 18 czerwca odwrót rozpoczęła Grupa Poleska gen. Sikorskiego.
Przez kolejne dwa dni 35 pułk piechoty wykonał 100 kilometrowy marsz w okolice Glinnej Słobody i tam zajął pozycje obronne.
22 czerwca na I baon broniący wsi Chobne uderzyły 509. i 510. pułki strzelców. Na skutek wyczerpania amunicji i zarysowującego się widma okrążenia,  batalion wycofał się ze wsi. Spowodowało to odsłonięcie prawego skrzydła III batalionu, który bronił Glinnej Słobody. W  lukę weszli Sowieci i III batalion utracił drogi zaopatrzenia.
Dopiero po trzech dniach do okrążonego batalionu trafiła amunicja i żywność.
Pozycje pod Glinną Słobodą opuszczono wieczorem 28 czerwca.
W tym czasie I batalion bił się pod Boruską, a II pod Prudkiem, a dowództwo pułku stacjonowało w Wielkich Awciucewiczach. 24 czerwca pododdziały sztabowe zostały zaatakowane przez sowiecką kolumnę kawalerii. Zorganizowana naprędce przez dowódcę pułku mjr. Wielkopolanina-Nowakowskiego obrona, stanowiska dowodzenia złożona z telefonistów, konnych łączników oraz pocztowych, skutecznie odparła atak Sowietów.
28 czerwca pułk opuścił dotychczasowe pozycje i zorganizował obronę nad Ptyczą. Sytuacja na froncie wymusiła, że 10 lipca wycofał się znad rzeki, przeszedł do działań opóźniających i 16 lipca dotarł do Łachwy.
Walki pod Grodnem
W związku z postępującą ofensywą Michaiła Tuchaczewskiego, Naczelne Dowództwo WP postanowiło wzmocnić obronę Grodna. 35 pułk piechoty został przewieziony koleją do Kuźnicy. Manewr ten okazał się jednak spóźniony i nim oddziały 9 Dywizji Piechoty dotarły do miasta, Grodno było już zajęte przez Sowietów. W tej sytuacji wzmocniona XVIII Brygada Piechoty uderzyła na oddziały 3 Korpusu Kawalerii Gaj-Chana. 21 lipca 34 pp zdobył wieczorem  przedmieścia Grodna i wyszedł na zachodni brzeg Niemna. Wchodzący do walki w następnym dniu 35 pułk piechoty wieczorem 22 lipca  obsadził batalionami pozycje obronne: I batalion obsadził przedmieście Łosośna od ujścia Łosośny do Niemna, II batalion obsadził odcinek od Pyszek do Puszkar, a III batalion fort ziemny nr 1.
23 lipca, kawalerzyści Gaj-Chana przeprawili się przez Niemen i zaatakowali I/35 pp. Batalion poniósł ciężkie straty i wycofał się ze swoich pozycji.
Dowódca brygady płk Aleksander Narbut-Łuczyński wyprowadził kontratak siłami II/34 pp i II/35 pp i linia Niemna została odzyskana. W godzinach popołudniowych kontratakowały oddziały sowieckiej 12 Dywizji Strzelców. Pod Pyszkami atak odparła 8 kompania ppor. Michała Krawczyka. Kilkakrotnie wznawiane przez nieprzyjaciela ataki na II batalion nie dały mu spodziewanego powodzenia.
24 lipca sowiecka kawaleria uderzyła na Kuźnicę. Walcząca pod Grodnem XVIII Brygada Piechoty znalazła się w okrążeniu. Zarządzono natychmiastowy odwrót. Idący w awangardzie 41 Suwalski pułk piechoty utorował drogę brygadzie.
Wprawdzie nie udało się oddziałom polskim utrzymać Grodna, ale sukcesem było dłuższe związanie silnego wroga w tym rejonie. Dowódca 3 Korpusu Kawalerii Bżyszkian Gaj-Chan pisał: straciłem 500 ludzi zabitych i rannych, 400 koni i 7 dni drogiego czasu.
Działania nad Narwią
W godzinach nocnych 27 lipca pułk dotarł do Tykocina i obsadził brzeg Narwi od Góry Strękowej przez Tykocin, Siekierki do ujścia Supraśli. Dowództwo pułku wraz z odwodowym I batalionem stanęło w Tykocinie. 29 lipca III baon wraz z 2/34 pp, toczył bój o Siekierki. Wobec groźby okrążenia, batalion wycofał się ze swoich pozycji. Osłonowa 11 kompania por. Stanisława Stankiewicza została odcięta od reszty batalionu i dopiero wieczorem dołączyła do pułku. W tym samym czasie I batalion, wzmocniony dwiema kompaniami 34 pułku piechoty, bronił Popowlan. W nocy z 29 na 30 lipca bataliony I i III odmaszerowały do Broniszewa. Z powodzeniem swojej pozycji nad Narwią bronił II batalion. Dopiero 30 lipca, po silnym ostrzale artyleryjskim, Sowietom udało się przeprawić przez Narew  i oskrzydlić obrońców. Ponadto kawaleria  Gaj-Chana zajęła Wiznę i zagroziła Łomży. W tej sytuacji 1 sierpnia  XVIII Brygada rozpoczęła dalszy odwrót.
W rejonie Łomży
2 sierpnia pułk wymaszerował w kierunku Łomży. Na wysokości Zambrowa kolumna pułkowa zaatakowana została przez sowieckie ubezpieczenia bojowe.  2. i 3 kompania odrzuciła nieprzyjaciela, a następnie, we współdziałaniu z morskim  batalionem, rozbito sowiecki 157 pułk strzelców. Kilka kilometrów dalej 5. i 6 kompanie, pod ogólnym dowództwem mjr. Klaczyńskiego, zaatakowały skutecznie 156 pułk strzelców.
Na dzień 3 sierpnia zaplanowano uderzenie  pułku w kierunku Łomży. Jednak i tym razem nieprzyjaciel uprzedził działania Polaków. Łomża została zajęta przez bolszewików. Wobec zaistniałej sytuacji, pułk pomaszerował do Czerwonego Boru, a później do Zambrowa, by 5 sierpnia wejść do Wyszkowa na odpoczynek. 7 sierpnia został przewieziony samochodami do Trzcianki i wszedł w podporządkowanie 10 Dywizji Piechoty gen. Lucjana Żeligowskiego. Następnego dnia wieczorem wymaszerował na koncentrację Grupy gen. Żeligowskiego do Jaszczołt.
Bój pod Długosiodłem
9 sierpnia Grupa gen. Żeligowskiego uderzyła na koncentrujące się w obszarze Długosiodła oddziały Armii Czerwonej.
35 pułk piechoty atakował w kierunku północnym. W chwili gdy I baon podszedł pod Długosiodło, Sowieci uderzyli na II batalion, atakujący na prawym skrzydle pułku. II baon nie wytrzymał uderzenia i wycofał się. Jego odskok osłaniała odwodowa 12 kompania.
Tymczasem Sowieci uzyskali powodzenie na innych odcinkach i weszli na tyły 35 pułku. Pułk musiał się wycofać na pozycje wyjściowe do lasu na północ od Jaszczołt.
Drogę torowały 1., 3. i 4. kompanie strzeleckie. W lesie walczono do świtu 10 sierpnia, po czym pułk odszedł do Natolina. Straty pułku były duże. Poległo trzech dowódców kompanii (podporucznicy Bronisław Grabałowski, Marian Tomaszewski i Stanisław Uszakiewicz) i 18 szeregowych. Rannych zostało 2 oficerów i 49 szeregowych.
Z Natolina pułk w składzie Grupy płk. Mieczysława Mackiewicza odszedł do Serocka.

### Pułk w Bitwie Warszawskiej

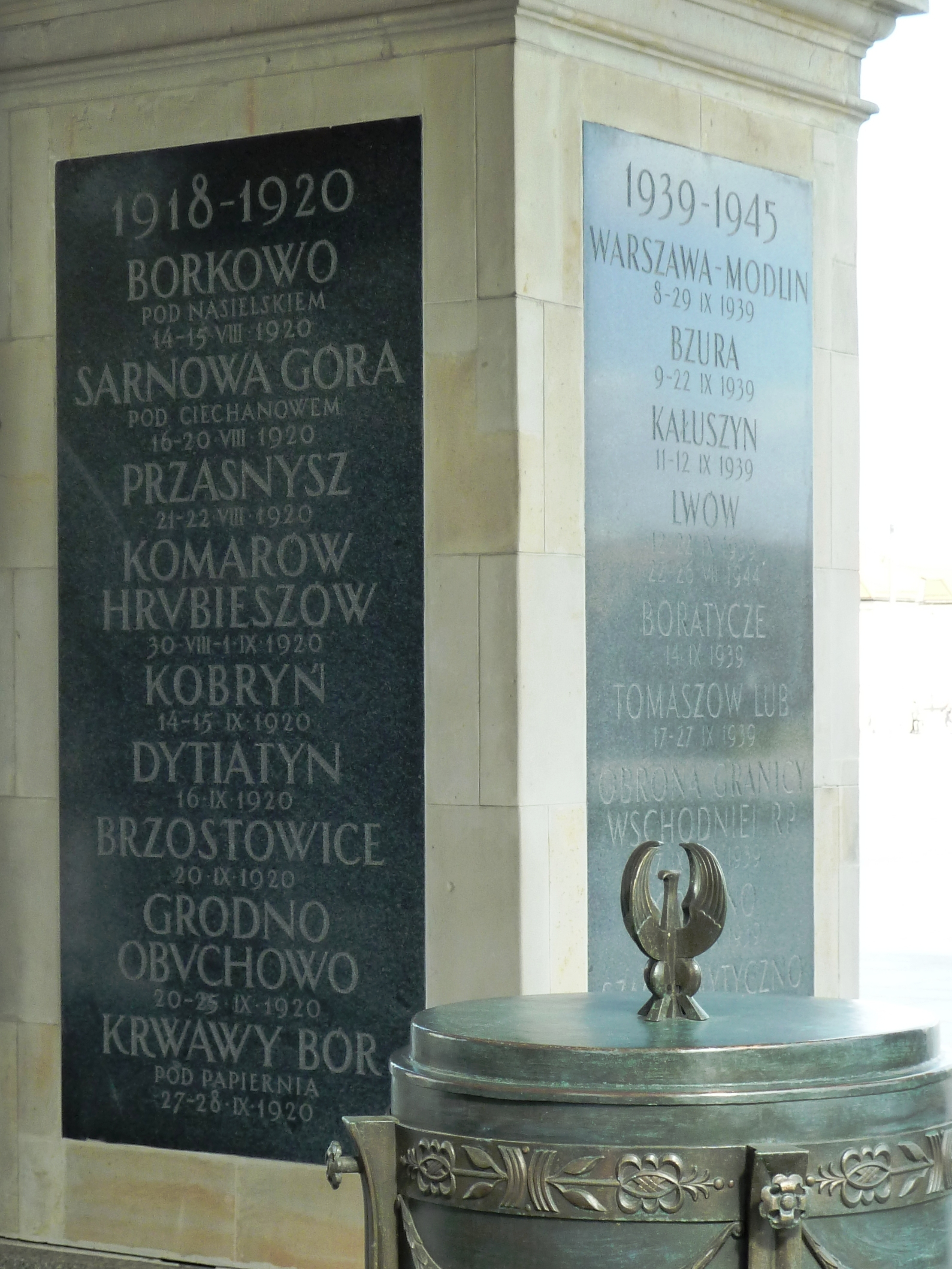
Grób Nieznanego Żołnierza w Warszawie – upamiętnienie bitwy BORKOWO 14-15·VIII·1920

6 sierpnia  Naczelny Wódz, marszałek Józef Piłsudski, podjął decyzję o przeprowadzeniu zwrotu zaczepnego znad Wieprza i stoczenia walnej bitwy na przedpolach Warszawy. W tym celu rozpoczęto koncentrację jednostek, które miały wejść w skład grupy uderzeniowej, a także przegrupowywano oddziały mające bronić samej Warszawy i osłaniać tę obronę od północy. 5 Armia gen. Władysława Sikorskiego miała osłonić lewe skrzydło 1 Armii gen. Franciszka Latinika, walczącej na przedpolach Warszawy, do czasu aż wojska uderzające znad Wieprza nie  wejdą na tyły nieprzyjaciela.
13 sierpnia 35 pułk piechoty opuścił Serock i przeszedł w rejon Konstantynowa i Suchocina na odpoczynek i uzupełnienie.
W związku z dramatyczną sytuacją na froncie, a szczególnie pod Radzyminem, przyspieszono działania, a 35 pp już 14 sierpnia skierowany został do Borkowa.
W Pomocnej III batalion powstrzymał maszerujące na Modlin oddziały przeciwnika. Czerwonoarmiści zdążyli już jednak sforsować Wkrę, zdobyć przyczółek i okopać się na zachodnim brzegu rzeki.
Nocą Sowieci uderzyli na pozycje 41 pułku piechoty i III/35 pp. Atak został odparty.
Na pamiątkę bitwy pod Borkowem, 14 sierpnia stał się dniem święta 35 pułku piechoty.
15 sierpnia, współdziałając z pododdziałami 41 pułku piechoty, III batalion przeszedł do ataku, opanował most na Wkrze i obsadził jej prawy brzeg.
W godzinach popołudniowych odpierał sowieckie kontrataki, a odwodowe kompanie pułku odrzuciły nieprzyjaciela. 2 kompania por. Włodzimierza Szeliskiego atakowała „na bagnety”. 16 sierpnia pułk ścigał nieprzyjaciela, osiągając rejon stacji kolejowej w Nasielsku. Tu pułk stanął na odpoczynek i uzupełnił braki w ludziach i sprzęcie.
Następnie, wraz z całą 9 Dywizją Piechoty, przeszedł w okolice Ciechanowa do odwodu 5 Armii gen. Władysława Sikorskiego.

### Pułk w ofensywie
Po rozbiciu sowieckich armii na froncie środkowym i północnym, Wojsko Polskie przegrupowało siły. Rozwiązano 5 Armię, a jej wojska wzmocniły 3 Armię w walce z 1 Armią Konną Siemiona Budionnego.
31 sierpnia 35 pułk piechoty został zawagonowany w Ciechanowie i przetransportowany do Chełma Lubelskiego.
3 września odbyła się inspekcja pułków 9 Dywizji Piechoty, dokonana przez marszałka Józefa Piłsudskiego, a już 7 września pułk ruszył na front i obsadził zachodni brzeg Bugu, od Hrebennego przez Horodło, Matczę do Nagórnik. Tu otrzymał zadanie zdobycia mostu w Matczy i zajęcia leżącej na wschodnim brzegu Grajewki.
Rano 10 września, po półgodzinnym przygotowaniu artyleryjskim, III batalion uderzył w kierunku mostu. Sowieci odparli atak, a ich artyleria skutecznie ostrzelała pozycje III batalionu.
Kilkakrotnie powtarzane szturmy pododdziałów polskich na most nie dały spodziewanych rezultatów i natarcie na tym kierunku przerwano.
12 września wieczorem, zagrożeni okrążeniem od północy, Sowieci opuścili te pozycje i rozpoczęli odwrót. 35 pułk ruszył do pościgu  przez Horodło w kierunku Włodzimierza Wołyńskiego i Łucka. Nocą 17 września sforsowano Styr i opanowano Łuck. Tu omyłkowo polskie lotnictwo zbombardowały wkraczające do miasta oddziały. Byli zabici i ranni.
Jeszcze w tym samym dniu opuszczono Łuck, a III batalion działaniami nocnymi opanował lewobrzeżne Dubno. Ciężkie walki nadal toczyły się o most na Ikwie i o przedmieścia Dubna. Bohaterska postawa żołnierzy 10 kompanii pozwoliła całkowicie wyrzucić Sowietów z miasta.
21 września pułk marszem pieszym przeszedł do stacji kolejowej Hołoby i transportem kolejowym przewieziony został do Andrzejowic w okolicach Wołkowyska. Tu rozpoczął pościg za pobitym w bitwie niemeńskiej nieprzyjacielem i 12 października osiągnął Trąby. Tu zastał go rozejm.

### Bilans walk
35 pułk piechoty zdobył 2 pociągi pancerne, 66 armat, 194 karabiny maszynowe, 21 lokomotyw, ponad 800 wagonów kolejowych, ponad 200 koni i wziął do niewoli przeszło 12000 jeńców. Straty własne wyniosły około 340 poległych i zmarłych z ran.
Orderem Virtuti Militari odznaczono 54 żołnierzy, a Krzyżem Walecznych 73 oficerów i 319 żołnierzy.

### Kawalerowie Virtuti Militari
| Żołnierze pułku odznaczeni Krzyżem Srebrnym Orderu Wojskowego Virtuti Militari za wojnę 1918–1920 | Żołnierze pułku odznaczeni Krzyżem Srebrnym Orderu Wojskowego Virtuti Militari za wojnę 1918–1920 | Żołnierze pułku odznaczeni Krzyżem Srebrnym Orderu Wojskowego Virtuti Militari za wojnę 1918–1920 |
| ------------------------------------------------------------------------------------------------- | ------------------------------------------------------------------------------------------------- | ------------------------------------------------------------------------------------------------- |
| pchor. Witold Arciszewski                                                                         | ppor. Teodor Benirski                                                                             | plut. Wilhelm Buczek                                                                              |
| sierż. Michał Kręcisz-Bzowski († 11 IX 1920 Białopole)                                            | plut. Witold Drozdowski                                                                           | szer. Władysław Dyksa                                                                             |
| ppor. Roman Fiedorowicz                                                                           | plut. Franciszek Góra                                                                             | kpr. Jan Górny                                                                                    |
| mjr Leon Grot                                                                                     | szer. Antoni Hamulak                                                                              | kpr. Eugeniusz Herc                                                                               |
| st. szer. Kazimierz Iwanowicz                                                                     | mjr Wacław Klaczyński                                                                             | kpr. Jan Klimek                                                                                   |
| st. szer. Jan Koper                                                                               | por. Włodzimierz Kraszkiewicz                                                                     | ppor. Michał Krawczyk                                                                             |
| st. szer. Józef Krzaczek                                                                          | kpt. Rudolf Ksander                                                                               | st. sierż. Antoni Kukiełka                                                                        |
| szer. Władysław Lachowski                                                                         | st. sierż. Jan Lipecki                                                                            | sierż. Olgierd Maculewicz                                                                         |
| kpt. Kazimierz Tadeusz Majewski                                                                   | sierż. Franciszek Motlik                                                                          | sierż. Józef Mozdorz                                                                              |
| sierż. Edward Newlaczyl                                                                           | ppor. Wiktor Hugon Zachert-Okrzanowski nr 4467                                                    | st. sierż. Józef Orlicki nr 1767                                                                  |
| kpt. Władysław Pasella                                                                            | pchor. Władysław Paul                                                                             | plut. Bronisław Piechociński                                                                      |
| plut. Stanisław Pisula nr 1836                                                                    | szer. Antoni Paleń nr 44                                                                          | plut. Jan Rutkowski                                                                               |
| por. Stanisław Rychter                                                                            | st. sierż. Józef Rymarz                                                                           | por. Stanisław Sadkowski                                                                          |
| ppor. Romuald Salnicki                                                                            | sierż. Kazimierz Schab                                                                            | kpr. Bronisław Skwierczyński                                                                      |
| por. Stanisław III Stankiewicz                                                                    | kpt. Edmund Suchanek                                                                              | kpt. Józef Szajewski                                                                              |
| ppor. Włodzimierz Szeliski                                                                        | plut. Aleksander Tarchalski                                                                       | ppor. Franciszek Tomsa-Zapolski                                                                   |
| ppłk Mieczysław Ryś-Trojanowski                                                                   | ppłk Wiktor Wielkopolanin-Nowakowski                                                              | ppor. Włodzimierz Wierzbicki                                                                      |
| plut. Andrzej Wrzos                                                                               | plut. Adam Niedenthal                                                                             | st. szer. Stanisław Zmora                                                                         |

Ponieważ sztandar pułku posiadał już wstęgę orderu Virtuti Militari za wojnę polsko-bolszewicką, decyzją Rady Trzech (Kapituły Orderu Virtuti Militari) w Londynie pułk uzyskał prawo umieszczenia na wstędze biało-czerwonej przy sztandarze napisu: "Wyróżniony za niezwykłe męstwo w kampanii 1939 w Polsce".

## Pułk w okresie pokoju

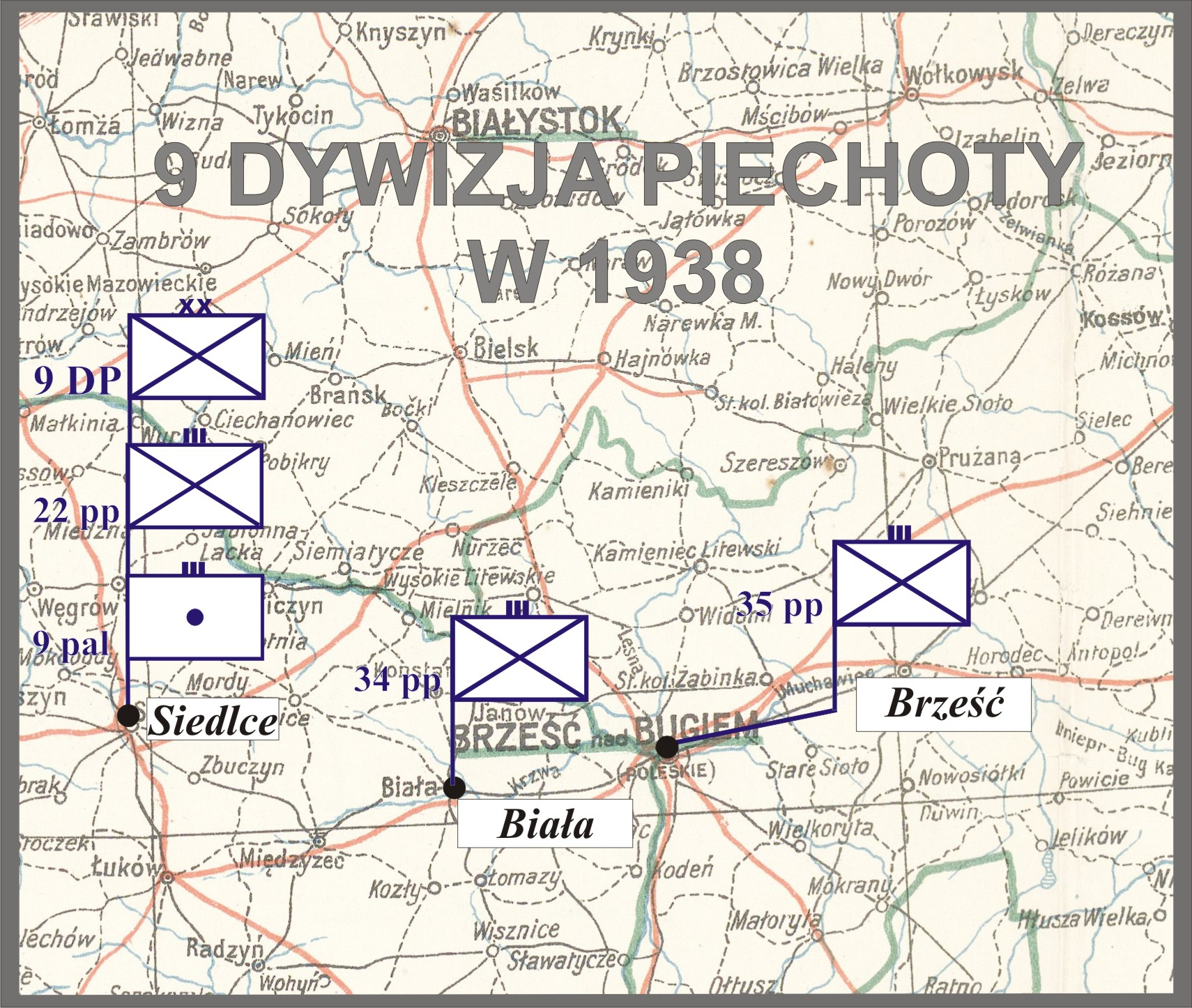
9 Dywizja Piechoty w 1938

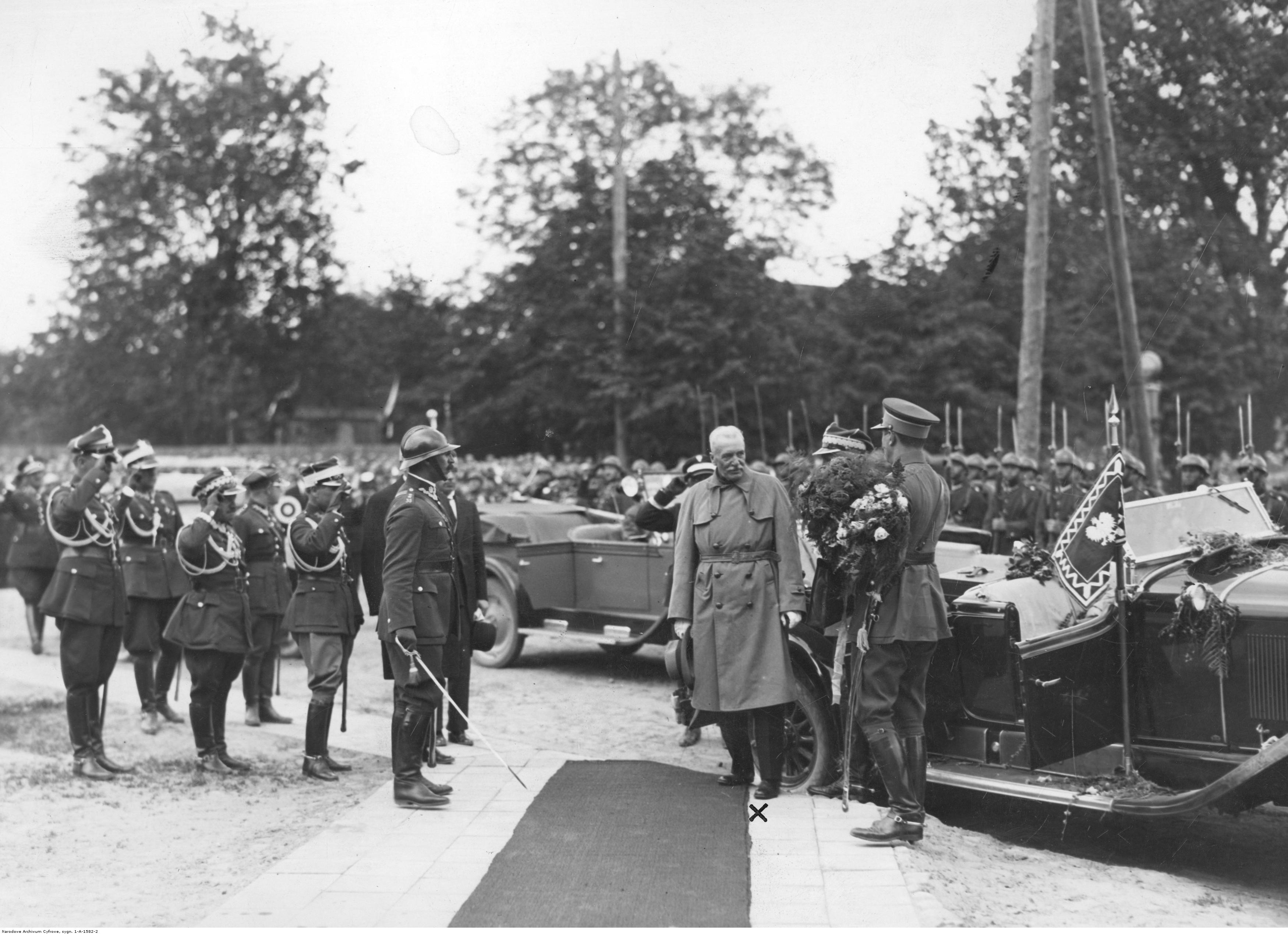
Prezydent RP Ignacy Mościcki witany przez wojsko w Brześciu nad Bugiem

W marcu 1921 pułk został przeniesiony do koszar w Lidzie, gdzie rozpoczął szkolenie. W związku z zagrożeniem terenów granicznych, został skierowany do Krasnego nad Uszą i okolicznych wiosek. 22 października 1922 pułk przybył do Łukowa, jako stałego garnizonu. Został oficjalnie przywitany przez starostę Łomińskiego i burmistrza Andrzeja Śledzia. Po przywitaniu, na błoniach miasta odprawiona została msza polowa. Wieczorem tego dnia oficerowie pułku zostali podjęci bankietem w salach „Ogniwa”. Uroczystościami przyjęcia pułku kierował komendant Policji Państwowej Marian Jan Moritz. We wrześniu 1925 pułk został przeniesiony do Brześcia, z wyjątkiem I batalionu, który pozostał w Łukowie. Jesienią 1928 I batalion został przeniesiony do Brześcia. Pułk nadal wchodził w skład 9 Dywizji Piechoty.
Na podstawie rozkazu wykonawczego Ministerstwa Spraw Wojskowych do Departamentu Piechoty o wprowadzeniu organizacji piechoty na stopie pokojowej PS 10-50 z 1930 roku, w Wojsku Polskim wprowadzono trzy typy pułków piechoty. 35 pułk piechoty zaliczony został do typu I pułków piechoty (tzw. „normalnych”). W każdym roku otrzymywał około 610 rekrutów. Stan osobowy pułku wynosił 56 oficerów oraz 1500 podoficerów i szeregowców. W okresie zimowym posiadał batalion starszego rocznika, batalion szkolny i skadrowany, w okresie letnim zaś batalion starszego rocznika i dwa bataliony poborowych.
| Obsada personalna i struktura organizacyjna w marcu 1939 | Obsada personalna i struktura organizacyjna w marcu 1939 |
| Stanowisko                                               | Stopień, imię i nazwisko                                 |
| Dowództwo, kwatermistrzostwo i pododdziały specjalne     | Dowództwo, kwatermistrzostwo i pododdziały specjalne     |
| -------------------------------------------------------- | -------------------------------------------------------- |
| dowódca pułku                                            | ppłk dypl. Jan II Maliszewski                            |
| I zastępca dowódcy                                       | ppłk Stanisław III Stankiewicz                           |
| adiutant                                                 | kpt. Albert Kosobucki                                    |
| starszy lekarz                                           | kpt. dr Jerzy Marian Płachecki                           |
| młodszy lekarz                                           | vacat                                                    |
| II zastępca dowódcy (kwatermistrz)                       | mjr Tadeusz Leśniak                                      |
| oficer mobilizacyjny                                     | kpt. Szymon Lib                                          |
| zastępca oficera mobilizacyjnego                         | por. adm. (piech.) Marceljan Małyszewicz                 |
| oficer administracyjno-materiałowy                       | kpt. adm. (piech.) Teodor Suchomski                      |
| oficer gospodarczy                                       | kpt. int. Wacław Kołodziejczak                           |
| oficer żywnościowy                                       | por. Leon Liskiewicz                                     |
| oficer taborowy                                          | kpt. tab. Michał Rusacz                                  |
| kapelmistrz                                              | por. adm. (kapelm.) Jan Janowski                         |
| dowódca plutonu łączności                                | kpt. Józef Klemens Pietrzak                              |
| dowódca plutonu pionierów                                | por. Zenon Gorbaczyński                                  |
| dowódca plutonu artylerii piechoty                       | por. art. Wacław Tarnowski                               |
| dowódca plutonu ppanc.                                   | ppor. Marian Słomka                                      |
| dowódca oddziału zwiadu                                  | ppor. Władysław Caputa                                   |
| I batalion                                               |                                                          |
| dowódca batalionu                                        | mjr dypl. Jan Antoni Becher                              |
| dowódca 1 kompanii                                       | kpt. Antoni Wojsznarowicz                                |
| dowódca plutonu                                          | ppor. Wincenty Aleksander Pawłowicz                      |
| dowódca 2 kompanii                                       | kpt. Jan Hac                                             |
| dowódca plutonu                                          | por Alfons Wicherek                                      |
| dowódca plutonu                                          | por. Albin Zenc                                          |
| dowódca plutonu                                          | ppor. Jan Żelisław Mazurek                               |
| dowódca 3 kompanii                                       | kpt. Medard Juszkiewicz                                  |
| dowódca plutonu                                          | ppor. Artur Bernard Walla                                |
| dowódca 1 kompanii km                                    | por. Kazimierz Marian Świerzb                            |
| dowódca plutonu                                          | ppor. Jan Gerstel                                        |
| II batalion                                              |                                                          |
| dowódca batalionu                                        | mjr Bronisław Wandycz                                    |
| dowódca 4 kompanii                                       | kpt. Zdzisław Jan Baczyński                              |
| dowódca plutonu                                          | ppor. Witold Piotrowski                                  |
| dowódca 5 kompanii                                       | kpt. Kazimierz Troszkiewicz                              |
| dowódca plutonu                                          | ppor. Kazimierz Lenartowicz                              |
| dowódca 6 kompanii                                       | kpt. Zygmunt Pogorzelski                                 |
| dowódca plutonu                                          | ppor. Stefan Kołuszuk                                    |
| dowódca 2 kompanii km                                    | por. Jan III Zawadzki                                    |
| dowódca plutonu                                          | por. Józef Wiktor Szymoński                              |
| III batalion                                             |                                                          |
| dowódca batalionu                                        | mjr Kazimierz Poschinger                                 |
| dowódca 7 kompanii                                       | por. Stanisław Zaniewski                                 |
| dowódca plutonu                                          | ppor. Józef Stal                                         |
| dowódca 8 kompanii                                       | vacat                                                    |
| dowódca plutonu                                          | ppor. Bolesław Turkiewicz                                |
| dowódca 9 kompanii                                       | por Stanisław Wieliczko                                  |
| dowódca 3 kompanii km                                    | por. Mieczysław Kaczorek                                 |
| na kursie                                                | por. Tomasz Jasieński                                    |
| Dywizyjny Kurs Dla Podoficerów Nadterminowych 9 DP       |                                                          |
| dowódca                                                  | kpt. Bogusław Białek                                     |
| dowódca plutonu                                          | por. Holiczko Antoni                                     |
| dowódca plutonu                                          | por Edward Romuald Dowbecki                              |
| dowódca plutonu                                          | por. Julian Joachim Danecki                              |
| 35 obwód przysposobienia wojskowego „Bielsk Podlaski”    |                                                          |
| kmdt obwodowy PW                                         | kpt. Kazimierz Troszkiewicz                              |
| kmdt powiatowy PW Bielsk Podlaski                        | por. kontr. piech. Stanisław Kiersztyn                   |

## 35 pp w kampanii wrześniowej

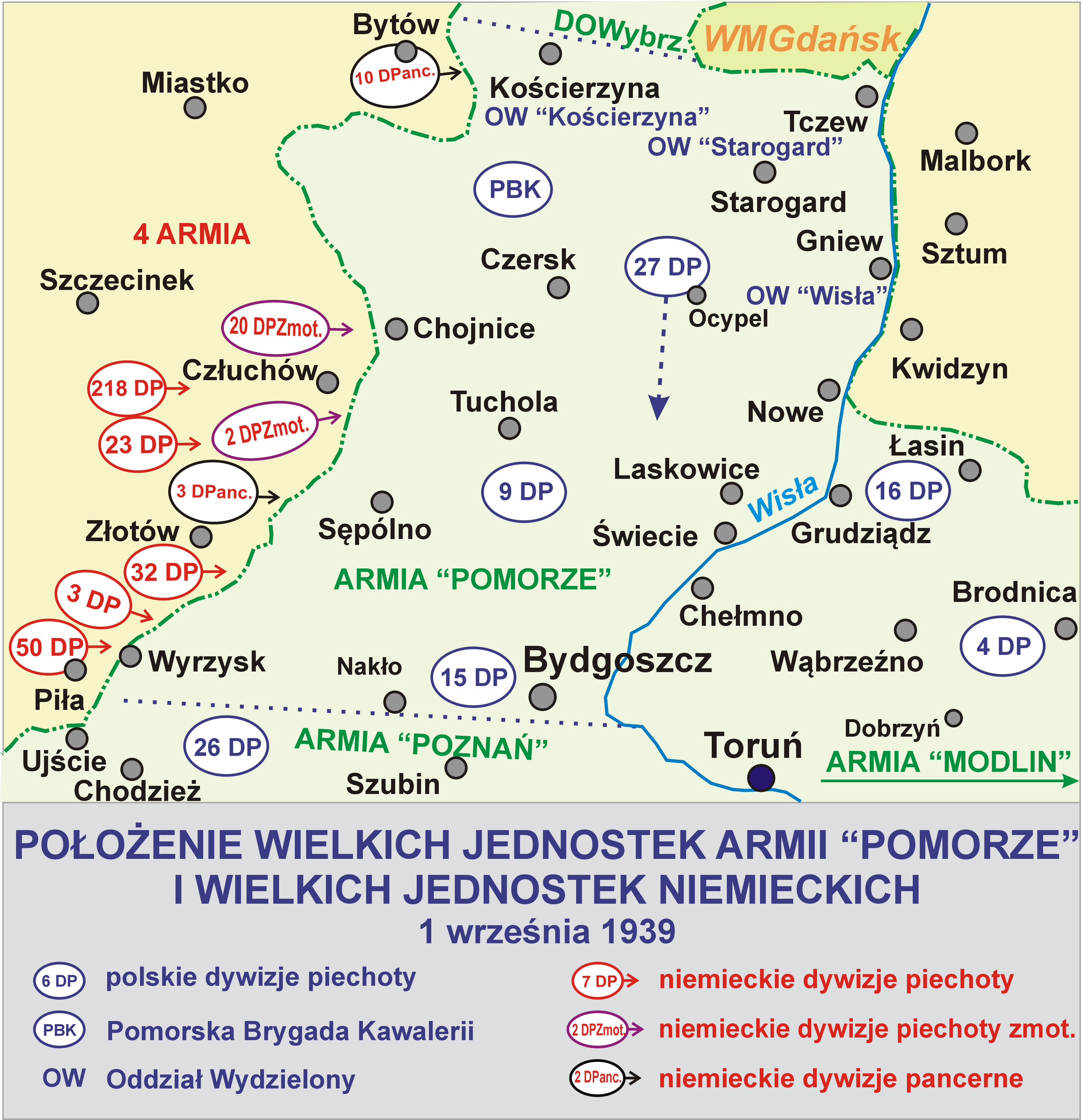
Pułk walczył w składzie 9 DP

### Mobilizacja
23 marca 1939 roku w ramach mobilizacji alarmowej w grupie czerwonej rozpoczęto mobilizację w garnizonie Brześć nad Bugiem 35 puku piechoty oraz zmobilizowano samodzielne pododdziały 9 Dywizji Piechoty:
- 35 pułku piechoty w organizacji i na etatach wojennych, w czasie od A+36 do A+48
- kompanię kolarzy nr 91, w czasie A+44,
- kompanię asystencyjną nr 92, w czasie A+44
- kolumnę taborową nr 903, w czasie A+48.

W mobilizacji alarmowej w grupie zielonej w czasie Z+30 została zmobilizowana:
- kompania km plot typ B nr 93.

W I rzucie mobilizacji powszechnej zmobilizowano 
- batalion marszowy 35 pp
- uzupełnienie marszowe kompanii kolarzy nr 91[68].

Po ogłoszeniu mobilizacji „marcowej” w koszarach mobilizowano dowództwo pułku, pododdziały pułkowe i część pododdziałów dywizyjnych. We wsiach Płoska, Brzozówka, Zadwórze mobilizował się I batalion, w Kolonii Rzeczyca i Kozłowiczach mobilizował się II batalion, we wsiach Uklejniki i Dąbrówka III batalion. 903 kolumna taborowa w Tucheniczach. Po zakończeniu mobilizacji 26 marca dokonano uzupełnienia występujących braków sprzętowych, a ponadto uzupełniono brakującą obsadę stanowisk oficerskich. Zgodnie z otrzymanymi wytycznymi do szkolenia z 31 marca podjęto szkolenie rezerwistów. W pozostałościach po mobilizacji podjęto również szkolenie nowo wcielonych z poboru rekrutów. W okresie od 9 do 11 czerwca, 35 pp odjechał 4 transportami kolejowymi przez Tłuszcz, Zegrze na Pomorze. Wyładowano go w rejonie Kotomierza, a następnie przemieścił się w rejon Bukowca i Przysierska. 12 lipca przesunięto pułk do rejonu na zachód od Tucholi, gdzie przystąpiono do prac fortyfikacyjnych. Pułk prowadził prace fortyfikacyjne na długości 40 km, w tym własne pozycje obronne na szerokości 25 km od jezior Spierewnik do rzeczki Kamionki w okolicy Pamiętowa. Budowano schrony bojowe, w tym betonowe i drewniano-ziemne, 11 km rowów przeciwpancernych. 4 km rowów strzeleckich i przeszkody z drutu kolczastego. W lipcu rozpoczęto wymianę rezerwistów powołanych w marcu na nowych. Nocą 14/15 sierpnia 35 pp przegrupowano na przedmoście bydgoskie na którym podjęto prace fortyfikacyjne w rejonie Trzeciowiec-Włóki. 24/25 sierpnia ponownie powrócono na dawne stanowiska obronne. Nocą 31sierpnia na 1 września 35 pp rozwinął się na swoich stanowiskach obronnych.   

### Działania bojowe

#### Bitwa na Pomorzu
W czasie kampanii wrześniowej 1939 roku pułk wchodził w skład 9 Dywizji Piechoty, walczącej w ramach Armii „Pomorze”. 1 września 1939 roku o świcie część pułku znajdowała się na stanowiskach obronnych, część w miejscach prowadzenia prac fortyfikacyjnych. Pierwsze uderzenie na odległej o 12 km granicy od pozycji obronnych przyjęły na siebie pododdziały Straży Granicznej, dywizyjna 91 kompania kolarzy i Kawaleria Dywizyjna. II batalion pułku bronił północnej części odcinka 35 pp, a III batalion południowego wzmocniona 1 kompania strzelecka środkowego, I batalion bez 1 kompanii znajdował się w II rzucie obrony we wsi Jeleńcz, pododdziały pułkowe i dowództwo kwaterowało w Tuchołce. Wsparcie artyleryjskie 35 pp zapewniały III dywizjon haubic 9 pułku artylerii lekkiej i 9 dywizjon artylerii ciężkiej. W godzinach południowych pozycje pułku zostały obłożone ogniem niemieckiej artylerii, a następnie całość pozycji zaatakowała niemiecka 2 Dywizja Piechoty Zmotoryzowanej wsparta przez czołgi. Punkt ciężkości niemieckiego natarcia był na odcinku Drożdżenica-Pamiętowo, odcinku batalionu III/35 pp. Niemiecka piechota po zniszczeniu części pojazdów pancernych przez broń ppanc 35 pp i wycofaniu się pozostałych, zaległa ponosząc straty w ogniu piechoty i artylerii. 35 pułk piechoty do wieczora obronił swoje stanowiska przy stracie 30 żołnierzy byli to głównie ranni. Wieczorem odwodowa 6 kompania strzelecka dokonała wypadu na obsadzoną przez oddział niemieckiej 2 DPZmot. wieś Siciny. Z uwagi na wyjście na tyły 35 pp przez lukę pomiędzy 35, a 22 pułkiem piechoty oddziałów niemieckiej 3 Dywizji Pancernej, 35 pp na rozkaz dowódcy 9 DP opuścił późną nocą swoje stanowiska obronne. Marsz na północ w kierunku linii Jezior Cekcyńskich pułk odbył w dwóch kolumnach południowej; z ppłk Maliszewskim w składzie I i III bataliony i północnej z II batalionem już w ciągu dnia. Kolumna południowa maszerowała przez Wieszczyce, Mędromierz, Liskowo, most na Brdzie pod wsią Piła-Młyn. Kolumna północna mająca krótszą drogę do pokonania przez Tucholę, most na Brdzie.    
Kolumna południowa dotarła w miejsce koncentracji o godz. 11.30, a północna o godz.10. 2 września. 35 pułk piechoty w lesie za Brdą w pobliżu wsi Piła-Młyn po przybyciu odpoczywał. Pluton pionierów wysadził most na Brdzie z dwoma niemieckimi samochodami ciężarowymi i 2 motocyklami. Ppłk Maliszewski otrzymał rozkaz natarcia w kierunku Klonowo-Sucha celem otwarcia drogi przez pierścień okrążenia dla 9 DP. O godz.13.00 pułk z II i I batalionem w I rzucie, III batalionem w II rzucie ugrupował się do natarcia, wzdłuż szosy do Klonowa i wzdłuż krawędzi lasu. O godz.14 jako pierwszy natarcie podjął batalion II/35 pp, a reszta pułku o godz. 15.30. Nieskoordynowane natarcie pułku, bez wsparcia artylerii pozwoliło batalionowi II/35 pp zepchnąć oddziały niemieckiej 23 Dywizji Piechoty do lasu oraz zniszczyć lub uszkodzić kilka wspierających ją czołgów niemieckich. Dowódca pułku utracił łączność z II batalionem. Silny ostrzał niemieckiej broni maszynowej rozbił nacierający batalion. Uderzenie I batalionu odrzuciło patrole niemieckiej piechoty i dotarło do toru kolejowego przy stacji Klonowo. Silny ostrzał broni maszynowej z budynków stacji zmusił batalion I/35 pp do zalegnięcia. Wprowadzony na zachód od I/35 pp, batalion III/35 pp i jego uderzenie na las w kierunku południowym doprowadziło do podjęcia natarcia przez część I batalionu i walki o tor kolejowy. Zaciekłe walki o tor kolejowy i okolice z oddziałami niemieckiej 23 DP związało 35 pp, uniemożliwiło jego dalsze natarcie i przysporzyło dużych strat osobowych, polegli dowódcy 7 i 9 kompanii strzeleckich; ppor. rez. Czesław Grabiński i por. Tomasz Jasieński. W II batalionie został ranny dowódca mjr Wandycz i dowódca 5 kompanii strzeleckiej por. rez. R. Krechowiecki, a większość 5 i  6 kompanii strzeleckich pozostała na noc 2/3 września pod Klonowem. Kompanie te odłączyły się od pułku i walczyły na niemieckich tyłach do 17 września, kiedy dostały się do niewoli pod Maksymilianowem, na północ od Bydgoszczy wraz z ciężko rannym kpt. Białkiem. O godz.18.30 ppłk Maliszewski przerwał natarcie i zebrał pułk. Straty pułku w boju pod Klonowem to ok. 1000 żołnierzy  poległych, rannych i rozproszonych, którzy nie dołączyli do pułku. Rozkazem dowódcy dywizji 35 pp podjął po godz. 20 marsz nocny w kierunku Bydgoszczy po osi Klonowo, Lubiewo, Trutnowo, Lipienica, Świekatowo osłaniając od zachodu resztę 9 DP.    
W trakcie marszu ok. godz.1.00 3 września pułk przekroczył skrzyżowanie dróg szosę Bysławek-Klonowo z drogą Minikowo-Lubiewo, opóźnienie wynikało z długotrwałego zbierania rozproszonych kompanii w nocnej walce leśnej. Straż przednią stanowiła kompania techniczna (utworzoną z plutonów: pionierów, pgaz i przeprawowego) por. Z. Gorbaczyńskiego z armatą piechoty i armatą ppanc., za nią maszerował I batalion, resztki II batalionu, III batalion i samodzielne pododdziały pułkowe. Łącznie ponad 1000 żołnierzy. O świcie gdy czołowe pododdziały dotarły na wysokość Lepienicy, a majątkiem Szewinek stwierdzono brak III batalionu. 35 pp po wyjściu na otwartą przestrzeń zajął stanowiska obronne na odcinku od Jeziora Branickiego do folwarku Szewienek. Batalion III/35 pp został w trakcie marszu zatrzymany rozkazem dowódcy 9 DP płk Werobeja 3 września rano po wyjściu z lasu, z zadaniem zorganizowania obrony z kierunku północno-zachodniego przed podążającymi za nim oddziałami niemieckimi 2 DPZmot. Batalion zajął stanowiska na szosie Tuchola-Świecie na wschód od Krupocina. Wkrótce nieprzyjaciel zdobył wieś Bramka i odciął go od Wisły. III/35 pp jako czołowy pododdział z improwizowanego zgrupowania uderzył na oddział niemiecki w Bramce, zdobył wieś, a następnie prowadząc dalej marsz w kierunku Wisły i Świecia został otoczony w rejonie Przysierska. Stoczył tam walkę dzienną i nocną. Nad ranem część batalionu skapitulowała, a część w grupach usiłowała się przedrzeć za Wisłę. Niektóre grupy walczyły na tyłach wojsk niemieckich, wśród nich grupa ok. 20 żołnierzy z kpt. Wojsznarowiczem. Dotrwała do 11 września kiedy dostała się do niemieckiej niewoli. Gdy stwierdzono w odległości 1 km od 35 pp zgrupowania czołgów, pułk przesunął się do lasu na północ od folwarku Szewinek, tam dołączyły 6 i 10 kompanie strzeleckie z 50 pułku piechoty 27 Dywizji Piechoty. Wykonując rozkaz dowódcy 9 DP pułk podjął marsz lasami w kierunku Krupocina, tam napotkał II batalion 34 pułku piechoty. Rozpoznane przez kompanię zwiadu 35 pp niemieckie jednostki zmotoryzowane 20 DPZmot. wsparte czołgami, uderzyły na batalion II/34 pp w Krupocinie. Po jego rozproszeniu, o godz. 15.30 uderzyły na las Wierzchlas gdzie bronił się niepełny 35 pp, z kompaniami 50 pp. W ciężkim trzygodzinnym boju, a czasami w walce wręcz 35 pp utrzymał stanowiska obronne. Po zmroku 3 września pułk podjął marsz lasami po trasie Szewno, Tuszynki, Tuszyny, Lipiny, Serock, Wudzyń, Stronno. Z pułku pozostało ok. 500 żołnierzy, w trakcie marszu pokonano liczne przeszkody terenowe i zniszczono niemiecki samochód sztabowy, likwidując jego załogę.   
Rano 4 września stoczono potyczki z niemieckimi patrolami motocyklowymi. Pod wsią Jasiniec rozbito niemiecki pluton piechoty, gdzie zginęło ok. 20 jego żołnierzy i wzięto jeńców. W folwarku Kręgiel wzięto do niewoli niemiecką kompanię sanitarną ze stu kilkudziesięcioma żołnierzami i kilkoma oficerami-lekarzami, zdobyto żywność i ekwipunek. Ponad 200 jeńców zdobytych przez pułk pozostawiono po drodze. Ok. godz.16 zgrupowanie 35 pp dotarło do lasu nadleśnictwa Stronno na południowy wschód od Koronowa, gdzie dogoniły maszerującą jednostkę niemiecki oddział pościgowy złożony z czołgów i zmotoryzowanej piechoty. Dwie armaty ppanc zniszczyły kilka czołgów i pojazdów pancernych zanim zostały zniszczone przez ostrzał niemiecki. W trakcie walki broniący się żołnierze zostali stłoczeni w czworoboku 400x600 m ponieśli ciężkie straty osobowe polegli między innymi por. Kazimierz Świerzb, por. Wacław Jan Tarnowski, lekarz por. Filip Stern łącznie poległo, zostało rannych i zaginionych 200 żołnierzy. Walki trwały do zmroku, po godz. 19 niemiecki oddział pancerno-motorowy wycofał się. Pozostawiono ciężko rannych i opuszczono pole walki maszerując nocą 4/5 września przez Żołędowo, Rynkowo, Fordon. Oddział 35 pp dotarł w okolice Bydgoszczy przy Brdyujściu. Poprzez doraźnie naprawiony most kolejowy pod Łęgowem oddział przeprawił się przez Brdę 5 września w godz. 10.30-11.30. Do linii obrony Armii „Pomorze” przedarło się ok. 300 żołnierzy 35 pp, ok. 20 żołnierzy z 34 pp i ok. 50 żołnierzy z obu kompanii 50 pp.

#### Odwrót
5 września po krótkim odpoczynku w Łęgnowie, następnie oddział dotarł do Solca Kujawskiego, gdzie nastąpił odpoczynek. 6 września odmaszerował do Torunia. Na rozkaz dowódcy Armii „Pomorze” gen. dyw. Władysława Bortnowskiego, ppłk Maliszewski poprowadził marszem pieszym oddział 35 pp w kierunku Warszawy celem odtworzenia jednostki. Wkrótce do oddziału dołączyła część taboru i grupki oderwanych od macierzystego pułku żołnierzy. W momencie wymarszu oddział 35 pp liczył już ok. 400 żołnierzy. Poprzez Aleksandrów, Włocławek 9 września oddział osiągnął Gostynin. Tu zmieniono rozkaz i podjęto odtwarzanie 35 pp na miejscu w Gostyninie, ze stacji zbornej rozbitków Armii „Pomorze”. Z żołnierzy 35 pp utworzono I batalion pod dowództwem mjr Kazimierza Poschingera, z żołnierzy 9 DP głównie 34 pp utworzono II batalion pod dowództwem kpt. S. Liba. 12 września odtworzony 35 pp liczył ponad 1000 żołnierzy z bronią maszynową i jedną armatą piechoty.   

#### Udział w bitwie nad Bzurą
Został przegrupowany nad Bzurę w rejon Biała Góra-Brochów. Do pułku dołączono kompanię Straży Granicznej rtm. Krafta i czasowo Kawalerię Dywizyjną 4 i 16 DP tworząc w ten sposób Grupę ppłk. Jana Maliszewskiego, która weszła w skład  Grupy Operacyjnej gen. bryg. Michała Tokarzewskiego-Karaszewicza. Odtworzony 35 pp bronił przepraw przez Wisłę przy ujściu Bzury pod Wyszogrodem, a także przeprawy pod Brochowem. Pod Wyszogrodem broniła się 1 kompania 35 pp por. Gorbaczyńskiego z plutonami ckm, kolarzy i działonem artylerii piechoty. 12 i 13 września na tym odcinku odparto niemieckie próby forsowania Wisły, ranny został ppor. rez. Borysewicz dowódca plutonu kolarzy. Przeprawy przez Bzurę pod Brochowem bronił batalion II/35 pp. 14 września pułk został przegrupowany do rejonu Świniar celem przeprowadzenia akcji oczyszczającej, lecz rozkazy zostały zmienione i planowane włączenie 35 pp do odtwarzanej wspólnie z 22 pp, 9 DP nie doszło do skutku. 17 września rano 35 pp pomaszerował z rejonu Świniar w kierunku Bzury. W trakcie powolnego marszu pododdziały były atakowane przez lotnictwo niemieckie, ponosząc straty. Maszerujące wzdłuż Wisły bataliony zostały ostrzelane przez piechotę niemiecką z drugiego brzegu Wisły i II batalion rozproszył się w terenie i przestał istnieć. Reszta pułku wieczorem dotarła do Iłowa i następnie ruszyła w kierunku Bzury na północ od folwarku w rejonie Młodzieszyna. Tabor pułku maszerując za pułkiem ominął Iłów i 18 września po walce dostał się do niewoli niemieckiej. 300 osobowy I batalion po osiągnięciu celu marszu nocą 17/18 września wypoczywał po marszu. Rano 18 września ruszono w ślad za 22 pp, który według ustaleń przeszedł przez Bzurę i pomaszerował do Puszczy Kampinoskiej. Podchodząc do Bzury pozostałość 35 pp wpadła w zasadzkę ogniową niemieckiej piechoty. Część żołnierzy rozbiegła się, a część dostała się do niemieckiej niewoli. Ppłk Maliszewski i mjr Poschinger uniknęli chwilowo niewoli, lecz później też do niej trafili.

### Działania i walki batalionu marszowego 35 pp

#### W obronie twierdzy brzeskiej
Utworzony w ramach I rzutu mobilizacji powszechnej. Formowany w Oddziale Zbierania Nadwyżek 35 pułku piechoty od 31 sierpnia do 2 września 1939 roku w koszarach 35 pp w Brześciu nad Bugiem. Dowódcą batalionu mianowano kpt. Zdzisława Baczyńskiego. 2 września 400 żołnierzy batalionu pod dowództwem kpt. Baczyńskiego, marszem pieszym udało się do Siedlec do organizującego się Ośrodka Zapasowego 9 DP celem uzbrojenia się w broń strzelecką i pobrania wyposażenia. Po uzbrojeniu, doposażeniu i wypoczynku 6 września żołnierze wyruszyli do Brześcia w drogę powrotną. Zgodnie z rozkazem Naczelnego Wodza, dowódca OK IX gen. bryg. Franciszek Kleeberg podjął organizację obrony Polesia. Wszystkie znajdujące się na terenie OK IX pododdziały dozbrajano i przygotowywano do walki jako bojowe, w tym batalion marszowy 35 pp. Od 11 września batalion kpt. Baczyńskiego wszedł w skład załogi twierdzy w Brześciu jako Zgrupowanie „Brześć”, wraz z podobnymi batalionami 34 pułku piechoty i 82 pułku piechoty. Dowódcą obrony twierdzy mianowano gen. bryg. st. sp. Konstantego Plisowskiego, dowódcą piechoty tego zgrupowania był ppłk Julian Andrzej Sosabowski, pokojowy zastępca dowódcy 35 pułku. Odcinka południowego twierdzy bronił batalion 35 pp.
14 września na twierdzę uderzyła niemiecka 20 DPZmot. szczególnie atakowano odcinek północny. Wysunięte pododdziały batalionu na skrzyżowanie dróg z Brześcia do Kowla i Włodawy stoczyły potyczkę z pododdziałem niemieckim. Piechota załogi twierdzy broniła wałów i bram od nocy 14/15 września. Artyleria niemiecka od godz. 1.00 15 września do godz.19.00 16 września nieustannie ostrzeliwała teren twierdzy. W tym czasie niemieckie oddziały przeprowadziły dwa ataki na twierdzę, odparte ogniem obrońców. Główny szturm niemiecki przeprowadzono na odcinek północny, gdzie opanowano część wału, kontrataki piechoty z załogi twierdzy nie przyniosły rezultatu. Kolejne niemieckie natarcie 20 DPZmot. i 10 Dywizji Pancernej w południe 16 września zostało załamane w ogniu polskiej piechoty i artylerii. Nieustanny ostrzał niemieckiej artylerii, naloty lotnictwa spowodowały bardzo duże straty sięgające 40% załogi w poległych i rannych. W batalionie marszowym 35 pp między innymi ciężko ranny został ppor. rez. Bogdan Jasiński.  

#### W Zgrupowaniu „Brześć”
Na rozkaz dowódcy obrony twierdzy brzeskiej batalion marszowy 35 pp wraz z większością załogi po zmroku 16 września wymaszerował z twierdzy mostem na Terespol. Po zebraniu wycofujących się na zachodnim brzegu Bugu, pomaszerowano w kierunku Kodeń-Chełm. W okolicach Kodenia 17 września odjechał gen. bryg. st. sp. Konstanty Plisowski do Grupy Operacyjnej gen. bryg. Władysława Andersa, dowództwo Zgrupowania „Brześć” objął szef sztabu ppłk dypl. Alojzy Horak. 18 września w okolicy wsi Sosnówka przy szosie Sławatycze-Wisznice 1 kompania stoczyła walkę z trzema niemieckimi czołgami, utracono armatę ppanc, poległ por. Tomaszewski oficer taborowy batalionu. 25 września po wykonaniu 175 km marszu, Grupa "Brześć" dotarła do lasów na zachód od Krasnegostawu i weszła w skład Grupy płk. Władysława Filipkowskiego. Pod ogólnym dowództwem płk. dypl. Tadeusza Zieleniewskiego. 26 września grupa podjęła marsz w kierunku południowym ku granicy węgierskiej z rejonu Wysokie maszerując przez Zdziłowice, Godziszów docierając o świcie 29 września pod Janów Lubelski. Po stwierdzeniu obecności wojsk niemieckich w Janowie Lub. Grupa płk. Filipkowskiego, a w jej składzie batalion marszowy 35 pp przeprowadziła natarcie na miasto. Po kilku godzinach ciężkich walk opanowała Janów, szczególnie ciężkie walki stoczono o budynki więzienia. Podczas dalszego marszu w dniu 30 września grupa nawiązała styczność bojową pod Krzemieniem, Flisami i Momotami z pancerno-motorowymi jednostkami sowieckimi. Od wieczora 30 września i przez noc na 1 października oddziały grupy, wraz z batalionem marszowym 35 pp toczyły ciężkie nocne walki wypierając jednostki sowieckie z Krzemienia. 1 października żołnierzom z Grupy Operacyjnej płk. dypl. T. Zieleniewskiego zabrakło amunicji w tej sytuacji podjęto decyzję o kapitulacji przed wojskami sowieckimi wieczorem 1 października.
Obsada personalna batalionu marszowego 35 pp:
- dowódca batalionu - kpt. Zdzisław Baczyński
- adiutant batalionu - ppor. Wincenty Aleksander Pawłowicz
- dowódca 1 kompanii strzeleckiej - por. Antoni Flisiuk
- dowódca 2 kompanii strzeleckiej - por. rez. Józef Alfer
- dowódca 3 kompanii strzeleckiej - NN
- dowódca kompanii ckm - ppor. rez. Bogdan Jasiński

### Oddział Zbierania Nadwyżek 35 pp
Oddział Zbierania Nadwyżek 35 pp w Brześciu funkcjonował po odjeździe 35 pp od czerwca na Pomorze. W jego skład weszli żołnierze młodego rocznika wcieleni w marcu 1939 roku oraz zmobilizowani rezerwiści, którzy pozostali w garnizonie oraz niezbędni oficerowie i podoficerowie do zabezpieczenia toku szkolenia i zabezpieczenia mobilizacji innych jednostek mobilizowanych na bazie 35 pp. Po sformowaniu batalionu marszowego 2 września, do oddziału nadwyżek napływali rezerwiści, których z zasobów pułku mundurowano i wyposażano, jednak wielu nie otrzymało wyposażenia i umundurowania. Dalsze wyposażenie zbierani rezerwiści mieli otrzymać z zasobów Ośrodka Zapasowego 9 Dywizji Piechoty. Pierwotnie nadwyżki 35 pp miały zostać skierowane do Siedlec, gdzie miały wejść w skład OZ 9 DP pod dowództwem ppłk. Władysława Adamusa. Z uwagi na niekorzystną sytuację operacyjną i zagrożeniem garnizonu w Siedlcach postanowiono OZ 9 DP rozwinąć w okolicach Włodawy. W tym celu 11 września nadwyżki 35 pp pod dowództwem mjr. Tadeusza Leśniaka i kpt. Tadeusza Troszkiewicza udały się do Włodawy, dotarły tam też nadwyżki 34 pp z Białej Podlaskiej w dniu 15 września, a 16 września przybył marszem pieszym OZN 35 pp. Do skoncentrowania całego OZ 9 DP nie doszło, z uwagi na odcięcie przez niemiecki XIX KA części OZ z ppłk. Adamusem, który dołączył do Grupy „Kowel”. Część wcielonych rezerwistów z uwagi na braki umundurowania, wyposażenia i broni zwolniono i zdemobilizowano około 18 września. Nadwyżki pułku ewakuowane z Brześcia weszły w rejonie Chełma w skład wojsk Frontu Północnego. 25 września broniły Chełma przed wojskami radzieckimi.
Skład i obsada personalna OZN 35 pp
- dowódca - mjr Tadeusz Leśniak
- zastępca dowódcy - kpt. Tadeusz Troszkiewicz
- adiutant oddziału - ppor. Aleksander Wincenty Pawłowicz
- dowódca I batalionu służby czynnej (wcielenie wiosenne) – kpt. Piotr Pryszmont
  - dowódca 1 kompanii strzeleckiej - ppor. Artur Walla
  - dowódca 2 kompanii strzeleckiej - ppor. Bolesław Turkiewicz
  - dowódca 3 kompanii strzeleckiej - chor. Franciszek Narożny
  - dowódca kompanii km - NN
- dowódca II batalionu (rezerwiści) – kpt. Zygmunt Pogorzelski
  - dowódca 4 kompanii strzeleckiej - NN
  - dowódca 5 kompanii strzeleckiej - NN
  - dowódca 6 kompanii strzeleckiej - ppor. Witold Piotrowski

| Struktura organizacyjna i obsada personalna we wrześniu 1939 | Struktura organizacyjna i obsada personalna we wrześniu 1939 | Struktura organizacyjna i obsada personalna we wrześniu 1939 |
| Stanowisko                                                   | Stopień, imię i nazwisko                                     | Uwagi                                                        |
| Dowództwo                                                    | Dowództwo                                                    | Dowództwo                                                    |
| ------------------------------------------------------------ | ------------------------------------------------------------ | ------------------------------------------------------------ |
| dowódca pułku                                                | ppłk dypl. piech. Jan Maliszewski                            |                                                              |
| I adiutant                                                   | kpt. Albert Kosobudzki                                       | do 1 IX                                                      |
| II adiutant                                                  | ppor. rez. Aleksander Landsberg-Lasocki                      | od 6 IX 1939                                                 |
| III adiutant (nadetatowy)                                    | ppor. rez. Zdzisław Strzelecki                               |                                                              |
| oficer informacji                                            | ppor rez. Aleksander Kostyrka                                |                                                              |
| oficer łączności                                             | kpt. Józef Klemens Pietrzak                                  | niewola niemiecka                                            |
| kwatermistrz                                                 | kpt. Teodor Suchomski                                        |                                                              |
| oficer płatnik                                               | ppor. rez. Roman Bałdyga                                     |                                                              |
| oficer żywnościowy                                           | ppor. rez Józef Kisiak                                       |                                                              |
| naczelny lekarz                                              | kpt. lek. Jerzy Marian Płachecki                             |                                                              |
| kapelan                                                      | ks. kap Cieszkowski                                          |                                                              |
| dowódca kompanii gospodarczej                                | ppor. rez. int. Władysław Caputa                             | od 11 IX dowódca 1 ks                                        |
| I batalion                                                   |                                                              |                                                              |
| dowódca batalionu                                            | mjr piech. Kazimierz Poschinger                              |                                                              |
| adiutant batalionu                                           | ppor. rez. Jerzy Łysiuk                                      |                                                              |
| dowódca plutonu łączności                                    | ppor. rez. Tomasz Majkowski                                  |                                                              |
| oficer płatnik (gospodarczy)                                 | ppor. rez. Zenon Marian Matyjas                              |                                                              |
| oficer żywnościowy                                           | ppor. rez. Bronisław Jezierski                               |                                                              |
| lekarz batalionu                                             | ppor. rez. lek. Filip Stern                                  |                                                              |
| dowódca 1 kompanii strzeleckiej                              | kpt. Szymon Lib                                              | od 11 IX dowódca II batalionu                                |
| dowódca I plutonu                                            | ppor. rez. Edmund Spott                                      |                                                              |
| dowódca II plutonu                                           | ppor. rez. Edward Jaroszewski                                |                                                              |
| dowódca III plutonu                                          | ppor. rez. Piotr Pietraszewski                               |                                                              |
| dowódca 2 kompanii strzeleckiej                              | por. rez. Mieczysław Poczobut-Odlanicki                      |                                                              |
| dowódca I plutonu                                            | ppor. rez. Antoni CHodasiewicz                               |                                                              |
| dowódca III plutonu                                          | ppor. Mieczysław Buława                                      |                                                              |
| dowódca 3 kompanii strzeleckiej                              | por. Stanisław Zaniewski                                     |                                                              |
| dowódca I plutonu                                            | ppor. rez. Baltazar Zdańkowski                               |                                                              |
| dowódca II plutonu                                           | ppor. rez. Jan Szperling                                     |                                                              |
| dowódca III plutonu                                          | ppor. rez. Stanisław Brzózka (Brzusko)                       |                                                              |
| dowódca 1 kompanii ckm                                       | por. Jan Zawadzki                                            |                                                              |
| II batalion                                                  |                                                              |                                                              |
| dowódca batalionu                                            | mjr Bronisław Wandycz                                        | †9 XI 1944 Mauthausen-Gusen                                  |
| adiutant batalionu                                           | ppor. rez. Stanisław Reszuto                                 | niemiecka niewola                                            |
| dowódca plutonu łączności                                    | ppor. rez. Zbigniew Ludwik Borzętowicz                       | niemiecka niewola                                            |
| dowódca plutonu łączności                                    | lub sierż. pchor. Józef Sidorkiewicz                         |                                                              |
| oficer płatnik (gospodarczy)                                 | ppor. rez. Marian Bijak                                      |                                                              |
| lekarz batalionu                                             | ppor. rez. lek. Abraham Rakow                                |                                                              |
| dowódca 4 kompanii strzeleckiej                              | por. Mieczysław Kaczorek                                     | 1 IX odjechał ze sztandarem do Brześcia                      |
| dowódca 4 kompanii strzeleckiej                              | por. Julian Joachim Danecki                                  | 2 IX 1939, niemiecka niewola                                 |
| dowódca 4 kompanii strzeleckiej                              | ppor. Mieczysław Beluch                                      | 2–7 IX 1939, niemiecka niewola                               |
| dowódca 5 kompanii strzeleckiej                              | por. rez. Romuald Krechowiecki                               |                                                              |
| dowódca I plutonu                                            | ppor. rez. Władysław Branicki                                |                                                              |
| dowódca II plutonu                                           | ppor. rez. Jan Sałek                                         |                                                              |
| dowódca III plutonu                                          | sierż. pchor. / ppor. Tadeusz Brodniewicz                    | od 9 IX adiutant II baonu, 25 IX ranny, ZWZ/AK               |
| dowódca 6 kompanii strzeleckiej                              | kpt. Bogusław Białek                                         |                                                              |
| dowódca I plutonu                                            | ppor. Stefan Kołuszek                                        |                                                              |
| dowódca II plutonu                                           | sierż. pchor. Tadeusz Bronicki                               |                                                              |
| dowódca III plutonu                                          | ppor. rez. Bronisław Jan Kluz                                |                                                              |
| dowódca 2 kompanii ckm                                       | ppor. rez. Daniel Pedyk                                      | niemiecka niewola                                            |
| dowódca III plutonu                                          | ppor. rez. Wojciech Wilden                                   |                                                              |
| dowódca IV plutonu (taczanki)                                | ppor. Mieczysław Beluch                                      | od 2 IX dowódca 4 kompanii                                   |
| III batalion                                                 |                                                              |                                                              |
| dowódca batalionu                                            | kpt. Antoni Wojsznarowicz                                    |                                                              |
| adiutant batalionu                                           | ppor. rez. inż. Mieczysław Andrzej Suł(t)kowskii             |                                                              |
| dowódca plutonu łączności                                    | ppor. rez. Władysław Benedyktowicz                           |                                                              |
| oficer płatnik (gospodarczy)                                 | ppor. rez. Kazimierz Gromadzki                               |                                                              |
| oficer żywnościowy                                           | ppor. rez. Kazimierz Rosoll                                  |                                                              |
| lekarz batalionu                                             | plut. pchor. rez. lek. Adam Gemski                           |                                                              |
| dowódca 7 kompanii strzeleckiej                              | ppor. rez. inż. Czesław Jerzy Grabiński                      |                                                              |
| dowódca I plutonu                                            | ppor. rez. Czesław Lewandowski                               |                                                              |
| dowódca II plutonu                                           | ppor. rez. Jerzy Czesław Dukaczewski                         |                                                              |
| dowódca III plutonu                                          | ppor. rez. Antoni Lubański                                   |                                                              |
| dowódca 8 kompanii strzeleckiej                              | por. Wilhelm Alfons Wicherek                                 |                                                              |
| dowódca I plutonu                                            | ppor. rez. Jakub Trociuk                                     |                                                              |
| dowódca II plutonu                                           | ppor. rez. Józef Grych                                       |                                                              |
| dowódca III plutonu                                          | sierż. pchor. Benedykt Binek                                 |                                                              |
| dowódca 9 kompanii strzeleckiej                              | por. Tomasz Jasieński                                        |                                                              |
| dowódca I plutonu                                            | ppor. rez. Stanisław Grzybowski                              |                                                              |
| dowódca II plutonu                                           | ppor. rez. Aleksander Osiński                                |                                                              |
| dowódca III plutonu                                          | ppor. Władysław Aleksander Bachliński                        |                                                              |
| dowódca 3 kompanii ckm                                       | por. Antoni Holiczko                                         |                                                              |
| dowódca I plutonu                                            | ppor. rez. Jerzy Borysowicz                                  |                                                              |
| dowódca II plutonu                                           | sierż. pchor. Rećko                                          |                                                              |
| dowódca III plutonu                                          | ppor. rez. Zygmunt Furtak                                    |                                                              |
| dowódca IV plutonu (taczanki)                                | ppor. rez. Stefan Wójcik                                     |                                                              |
| dowódca plutonu moździerzy                                   | ppor. rez. Andrzej Szuchnik                                  |                                                              |
| Pododdziały specjalne                                        |                                                              |                                                              |
| dowódca kompanii zwiadowczej                                 | ppor. Jan Żelisław Mazurek                                   |                                                              |
| dowódca plutonu konnego                                      | ppor. rez. Juliusz Błaszczyk                                 |                                                              |
| dowódca plutonu kolarzy                                      | ppor. rez. Jan Borysewicz                                    |                                                              |
| dowódca kompanii przeciwpancernej                            | por. Kazimierz Marian Świerzb                                |                                                              |
| dowódca I plutonu                                            | ppor. rez. Mieczysław Stanisław Popielarski                  |                                                              |
| dowódca II plutonu                                           | ppor. rez. Marian Piotr Konarzewski                          |                                                              |
| dowódca III plutonu                                          | ppor. rez. Józef Wiktor Konieczny                            |                                                              |
| dowódca plutonu artylerii piechoty                           | por. Wacław Tarnowski                                        |                                                              |
| zastępca dowódcy plutonu artylerii piechoty                  | ppor. rez. Edward Żak                                        |                                                              |
| dowódca kompanii technicznej                                 | por. Zenon Gorbaczyński                                      |                                                              |
| dowódca plutonu pionierów                                    | ppor. rez. Władysław Sielicki                                |                                                              |
| dowódca plutonu przeprawowego                                | ppor. rez. Józef Nicman                                      |                                                              |
| dowódca plutonu przeciwgazowego                              | NN                                                           |                                                              |

## Symbole pułkowe

### Sztandar
4 grudnia 1920 r. w Łazdunach marszałek Polski Józef Piłsudski udekorował Krzyżem Srebrnym Orderu Virtuti Militari nieprzepisową tymczasową chorągiew, zakupioną przez korpus oficerski specjalnie na tę uroczystość.
27 września 1923 roku Prezydent RP zatwierdził chorągiew 35 pp. Chorągiew została ufundowana przez powiat i miasto Łuków oraz Towarzystwo Przyjaciół Żołnierza z Zamościa i Zakopanego. 14 października 1923 roku gen. dyw. Edward Śmigły-Rydz wręczył chorągiew dowódcy pułku podpułkownikowi Wiktorowi Wielkopolanin-Nowakowskiemu.
4 listopada 1930 dowódca 35 pp przekazał starą chorągiew do Muzeum Wojska Polskiego w Warszawie.
Przepisowy sztandar wyjechał w 1939 z pułkiem na Pomorze. W pierwszych godzinach wojny został odesłany do Brześcia.
Ostatni raz widziano sztandar 13 września w piwnicach twierdzy brzeskiej. Później został zakopany przez chor. Koniecznego i sierż. Cienkosza na zachodnim brzegu Bugu. Późniejsze poszukiwania sztandaru nie dały rezultatu.
Generalny Inspektor Sił Zbrojnych na uchodźstwie, gen. Władysław Anders, dekretem z 11 listopada 1966 w uznaniu czynów niezwykłego męstwa w okresie II wojny światowej, nadał 35 pułkowi piechoty, Kawalerowi Krzyża Srebrnego Orderu Wojennego VirtutiMilitari, prawo napisu na wstęgach państwowych sztandaru: wyróżniony za niezwykłe męstwo w kampanii 1939 w Polsce.

### Odznaka pamiątkowa
31 stycznia 1929 roku Minister Spraw Wojskowych marszałek Polski Józef Piłsudski zatwierdził regulamin odznaki pamiątkowej 35 pułku piechoty, dostosowany do przepisów o odznakach pamiątkowych formacji.
Odznaka o wymiarach 44x43 mm ma kształt orła w locie zwróconego w lewo, niosącego w szponach sztandar z numerem „35”, udekorowanego Orderem Virtuti Militari, a broniącego order pochylonym dziobem. Poniżej dwa skrzyżowane miecze. Jednoczęściowa - oficerska, wykonana w tombaku srebrzonym, na rewersie numerowana. Autorem projektu odznaki był kapitan rezerwy inżynier Eustachy Mazur (1887–1960). Wykonawcami odznak byli: Jan Knedler - Warszawa, Wincenty Wabia-Wabiński, Stanisław Szyk i Bronisław Szulecki.
Istnieje kilka wersji odznaki, jednoczęściowa - oficerska była przeważnie wykonywana w tombaku srebrzonym i numerowana na rewersie. Wersja żołnierska była z mosiądzu i bita z kontrą. Znana jest także wersja z emaliowanym numerem pułkowym, a także ze złoconymi szponami, dziobem i grotami.
Prawo do otrzymania odznaki pułkowej miał każdy żołnierz, który w czasie minionej wojny przesłużył w pułku 6 miesięcy na froncie lub 12 miesięcy na tyłach, a także wszyscy odznaczeni Orderem Virtuti Militari, Krzyżem Walecznych lub ranni w walce. Odznakę mogły otrzymać również osoby cywilne lub instytucje roztaczające opiekę nad żołnierzami pułku w czasie wojny. W czasie pokoju odznakę nadawano oficerom, podoficerom służby stałej, którzy przesłużyli w pułku 2 lata, a oficerom rezerwy i szeregowym po przesłużeniu roku.

## Żołnierze pułku

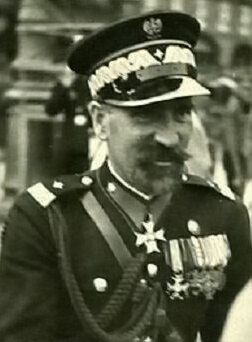
Józef Kordian Zamorski

Dowódcy pułku
- ppłk / płk piech. Mieczysław Ryś-Trojanowski (XI 1918 – 20 V 1920 → dowódca XVII BP)
- ppłk piech. Wiktor Wielkopolanin-Nowakowski (p.o. 20 V 1920 – 22 XII 1925 → oficer PW 26 DP)
- płk piech. Józef Kwaciszewski (22 XII 1925 – IV 1928 → dowódca PD 18 DP)
- płk dypl. piech. Ludwik Rudka (IV 1928 – 28 I 1938 → szef sztabu DOK VI)
- ppłk dypl. Jan Maliszewski (5 II 1938 – 21 IX 1939)

Zastępcy dowódcy pułku
- mjr / ppłk piech. Leon Grot (10 VII 1922 – 15 VIII 1925 → zastępca dowódcy 14 pp)
- ppłk piech. Józef III Sokołowski (15 VIII 1925 – 18 II 1927 → praktyka poborowa w PKU Brześć)
- ppłk dypl. piech. Zygmunt II Grabowski (5 V 1927 – 18 VI 1930 → dowódca 49 pp)
- mjr / ppłk dypl. piech. Piotr Bartak (18 VI 1930 – 23 III 1932 → dowódca pułku KOP „Wołożyn”)
- ppłk dypl. Hugon Zallmann (23 III 1932 – 28 VI 1933 → dyspozycja dowódcy OK IX)
- ppłk piech. Alfred Konkiewicz (VI 1933 – XI 1935 → dowódca 70 pp)
- ppłk piech. Julian Andrzej Sosabowski (do 1939)

### Żołnierze 35 pułku piechoty – ofiary zbrodni katyńskiej
Biogramy ofiar zbrodni katyńskiej znajdują się między innymi w bazach udostępnionych przez Ministerstwo Kultury i Dziedzictwa Narodowego oraz Muzeum Katyńskie.
| Nazwisko i imię          | stopień        | zawód                  | miejsce pracy przed mobilizacją   | zamordowany |
| ------------------------ | -------------- | ---------------------- | --------------------------------- | ----------- |
| Błociszewski Lucjan      | por. rez.      | inżynier rolnik        | właściciel majątku Strzyżew       | Katyń       |
| Buniakowski Bronisław    | por. rez.      | nauczyciel             | kier. szkoły w Karczewie          | Katyń       |
| Kontrym Bolesław         | ppor. rez.     | geodeta                | pracował w Brańsku?               | Katyń       |
| Kosmahl Leopold          | ppor. rez.     | przedsiębiorca         | Młyn Mechaniczny Warka            | Katyń       |
| Kwapień Stanisław        | ppor. rez.     | rolnik, mgr            |                                   | Katyń       |
| Leśniak Tadeusz          | major          | żołnierz zawodowy      | kwatermistrz 35 pp                | Katyń       |
| Liśkiewicz Leon          | porucznik      | żołnierz zawodowy      | oficer żywnościowy 35 pp          | Katyń       |
| Niedbalski Stanisław     | ppor. rez.     | instruktor rolny       |                                   | Katyń       |
| Nowak Wojciech           | ppor. rez.     | nauczyciel             | kier. szkoły w Zamszanach         | Katyń       |
| Orłowski Jan             | ppor. rez.     |                        |                                   | Katyń       |
| Rogalczyk Walenty        | por. rez.      | nauczyciel             | kier. Szkoły nr 78 w Warszawie    | Katyń       |
| Trębicki Henryk          | por. rez.      |                        | poseł na Sejm RP                  | Katyń       |
| Wojciechowski Franciszek | ppor. rez.     | nauczyciel             | szkoła w pow. prużańskim          | Katyń       |
| Zaremba Jan              | ppor. rez.     | leśnik                 |                                   | Katyń       |
| Zennerman Józef          | ppor. rez.     | absolwent UJ           | Lubelski Okręg Szkolny            | Katyń       |
| Baczyński Zdzisław       | kapitan        | żołnierz zawodowy      | dowódca 4/35 pp                   | Charków     |
| Dowbecki Edward          | porucznik      | żołnierz zawodowy      | dca pl kursu dla podoficerów 9 DP | Charków     |
| Fąferek Leon             | ppor. rez.     | nauczyciel             |                                   | Charków     |
| Gąsowski Jan             | ppor. rez.     | nauczyciel             |                                   | Charków     |
| Huziel Leon              | por. w st. sp. |                        |                                   | Charków     |
| Paulinek Wincenty        | ppor. rez.     | przedsiębiorca         |                                   | Charków     |
| Rzącki Henryk            | ppor. rez.     | technik kolejowy       |                                   | Charków     |
| Tomaszewski Czesław      | ppor. rez.     | inżynier dróg i mostów |                                   | Charków     |
| Zenc Albin               | porucznik      | żołnierz zawodowy      | dowódca plutonu 2/35 pp           | Charków     |
| Matuszyński Stanisław    | sierżant       |                        | zam. Brześć                       | BLK         |
| Słomka Józef             | plut. rez.     | osadnik wojskowy       | zam. Kozioł, pow. drohiczyński    | BLK         |

## Upamiętnienie

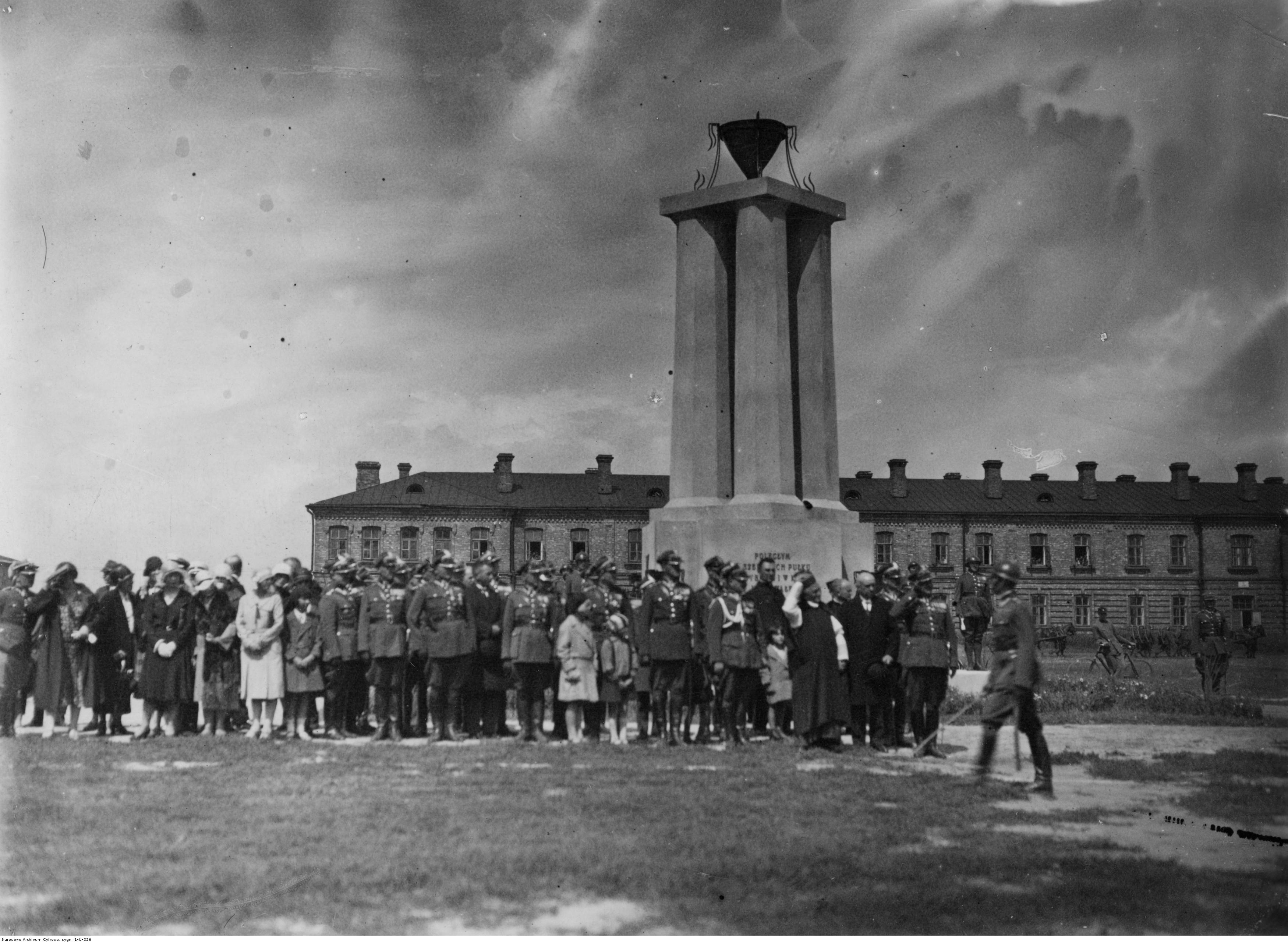
Odsłonięcie w Brześciu n. Bugiem pomnika ku czci poległych w I wojnie światowej